# Campionatul Mondial de Handbal Feminin pentru Junioare din 2024
Campionatul Mondial de Handbal Feminin pentru Junioare din 2024 a fost cea de-a X-a ediție a Campionatului Mondial de Handbal Feminin pentru Junioare (U18) și s-a desfășurat între 14 și 25 august 2024, în China. 
Ediția din 2024 a fost a doua la care au participat 32 de echipe, după mărirea numărului acestora de la 24 la 32.

## Procesul de selecție
Inițial au fost depuse două candidaturi, ale Sloveniei și Macedoniei de Nord. Dar congresul Federației Internaționale de Handbal, în cadrul întrunirii sale de la Cairo, Egipt, pe 28 februarie 2020, a decis să nu acorde drepturile de găzduire nici uneia din cele două țări, pentru că ambele urmau să organizeze deja alte competiții de handbal pentru categorii de vârstă juvenile. În perioada următoare, Federația Internațională de Handbal a primit alte trei candidaturi.
- China
- Tunisia (retrasă)
- Turcia (retrasă)

Ulterior, Tunisia și Turcia și-au retras candidaturile, iar consiliul IHF, întrunit pe 12 august 2023 în orașul Prelog din Croația, a decis în unanimitate să acorde Chinei drepturile de găzduire a competiției, cu scopul încurajării dezvoltării handbalului într-o țară în care acest sport nu e unul tradițional. A fost prima dată când o țară din Asia a organizat acest eveniment sportiv și prima oară după  2010 când turneul final s-a desfășurat în afara Europei.

## Turnee de calificare
| Competiția                                          | Data                         | Locul                   | Locuri disponibile | Calificate |
| --------------------------------------------------- | ---------------------------- | ----------------------- | ------------------ | --- |
| Țara gazdă                                          | 12 august 2023               | Prelog, Croația         | 1                  | China |
| Campionatul Asiatic pentru Junioare din 2023        | 15–23 iulie 2023             | Noida, India            | 5                  | Coreea de Sud · India · Japonia · Kazahstan · Taipeiul Chinez                                                           |
| Campionatul European U-17 din 2023                  | 3–13 august 2023             | Podgorica, Muntenegru   | 13                 | Cehia · Croația · Danemarca · Elveția · Franța · Germania · Muntenegru · Norvegia · România · Serbia · Suedia · Ungaria |
| Campionatele EHF U-17 din 2023                      | 5–13 august 2023             | Çankaya, Turcia         | 1                  | Austria |
| Campionatele EHF U-17 din 2023                      | 5–13 august 2023             | Baku, Azerbaidjan       | 1                  | Spania |
| Campionatul African pentru Junioare din 2023        | 16–23 septembrie 2023        | Monastir, Tunisia       | 4                  | Angola · Egipt · Guineea · Nigeria                                                                                      |
| C. Central și Sud-American pentru Junioare din 2023 | 21–25 noiembrie 2023         | Buenos Aires, Argentina | 3                  | Argentina · Brazilia · Chile                                                                                            |
| Trofeul IHF U17 – America de Nord și Caraibe        | 2–6 decembrie 2023           | Salinas, Puerto Rico    | 2                  | Canada · Groenlanda |
| Trofeul Intercontinental IHF din 2024               | 28 februarie – 3 martie 2024 | Tașkent, Uzbekistan     | 1                  | Kosovo |
| Țări invitate                                       |                              |                         | 1                  | Islanda |

## Echipe calificate
| Țara            | Calificate ca și                                              | Data obținerii calificării | Apariții anterioare în competiție1 2 3                   |
| --------------- | ------------------------------------------------------------- | -------------------------- | -------------------------------------------------------- |
| China           | Țară gazdă                                                    | 12 august 2023             | 3 (2014, 2016, 2018)                                     |
| Japonia         | Locurile 1,2, 4–6 la C Asiatic U17 din 2023                   | 20 iulie 2023              | 7 (2006, 2008, 2010, 2012, 2014, 2016, 2018)             |
| Coreea de Sud   | Locurile 1,2, 4–6 la C Asiatic U17 din 2023                   | 20 iulie 2023              | 9 (2006, 2008, 2010, 2012, 2014, 2016, 2018, 2020, 2022) |
| Taipeiul Chinez | Locurile 1,2, 4–6 la C Asiatic U17 din 2023                   | 20 iulie 2023              | 0                                                        |
| India           | Locurile 1,2, 4–6 la C Asiatic U17 din 2023                   | 20 iulie 2023              | 0                                                        |
| Kazahstan       | Locurile 1,2, 4–6 la C Asiatic U17 din 2023                   | 20 iulie 2023              | 7 (2010, 2012, 2014, 2016, 2018, 2020, 2022)             |
| Franța          | Locurile 1–12 la CE U17 din 2023                              | 9 august 2023              | 9 (2006, 2008, 2010, 2012, 2014, 2016, 2018, 2020, 2022) |
| Danemarca       | Locurile 1–12 la CE U17 din 2023                              | 9 august 2023              | 9 (2006, 2008, 2010, 2012, 2014, 2016, 2018, 2020, 2022) |
| Germania        | Locurile 1–12 la CE U17 din 2023                              | 9 august 2023              | 5 (2010, 2014, 2016, 2020, 2022)                         |
| Croația         | Locurile 1–12 la CE U17 din 2023                              | 9 august 2023              | 6 (2012, 2014, 2016, 2018, 2020, 2022)                   |
| Ungaria         | Locurile 1–12 la CE U17 din 2023                              | 9 august 2023              | 8 (2010, 2012, 2014, 2016, 2016, 2018, 2020, 2022)       |
| Serbia          | Locurile 1–12 la CE U17 din 2023                              | 9 august 2023              | 1 (2008)                                                 |
| Muntenegru      | Locurile 1–12 la CE U17 din 2023                              | 9 august 2023              | 5 (2012, 2014, 2018, 2020, 2022)                         |
| Țările de Jos   | Locurile 1–12 la CE U17 din 2023                              | 9 august 2023              | 6 (2008, 2010, 2012, 2014, 2018, 2022)                   |
| Suedia          | Locurile 1–12 la CE U17 din 2023                              | 9 august 2023              | 7 (2010, 2012, 2014, 2016, 2018, 2020, 2022)             |
| Norvegia        | Locurile 1–12 la CE U17 din 2023                              | 9 august 2023              | 7 (2010, 2012, 2014, 2016, 2018, 2020, 2022)             |
| România         | Locurile 1–12 la CE U17 din 2023                              | 9 august 2023              | 7 (2006, 2012, 2014, 2016, 2018, 2020, 2022)             |
| Cehia           | Locurile 1–12 la CE U17 din 2023                              | 9 august 2023              | 3 (2012, 2020, 2022)                                     |
| Austria         | Locul 1 la Camp. EHF U17 din 2023                             | 15 martie 2022             | 2 (2018, 2022)                                           |
| Spania          | Locul 1 la Camp. EHF U17 din 2023                             | 15 martie 2022             | 5 (2008, 2010, 2016, 2018, 2022)                         |
| Egipt           | Locurile 1–4 la C African U17 din 2023                        | 20 septembrie 2023         | 4 (2016, 2018, 2020, 2022)                               |
| Guineea         | Locurile 1–4 la C African U17 din 2023                        | 20 septembrie 2023         | 1 (2022)                                                 |
| Nigeria         | Locurile 1–4 la C African U17 din 2023                        | 20 septembrie 2023         | 0                                                        |
| Angola          | Locurile 1–4 la C African U17 din 2023                        | 20 septembrie 2023         | 6 (2008, 2010, 2012, 2014, 2016, 2018)                   |
| Brazilia        | Locurile 1–3 la C. Central și Sud-American 2023               | 24 noiembrie 2023          | 8 (2006, 2008, 2010, 2012, 2014, 2016, 2020, 2022)       |
| Argentina       | Locurile 1–3 la C. Central și Sud-American 2023               | 24 noiembrie 2023          | 8 (2006, 2008, 2010, 2014, 2016, 2018, 2020, 2022)       |
| Chile           | Locurile 1–3 la C. Central și Sud-American 2023               | 24 noiembrie 2023          | 2 (2016, 2018)                                           |
| Canada          | Calificate de la Trofeul IHF U17 – America de Nord și Caraibe | 6 decembrie 2023           | 2 (2006, 2020)                                           |
| Groenlanda      | Calificate de la Trofeul IHF U17 – America de Nord și Caraibe | 6 decembrie 2023           | 0                                                        |
| Kosovo          | Locul 1 la Trofeul Intercontinental IHF din 2024              | 3 martie 2024              | 0                                                        |
| Islanda         | Echipă invitată                                               |                            | 1 (2022)                                                 |

1 Bold indică echipa campioană din acel an.
2 Italic indică echipa gazdă din acel an.
3 În statistică a fost luată în considerare și ediția anulată din 2020.

## Tragerea la sorți
Tragerea la sorți pentru distribuția echipelor în grupe a avut loc pe 13 aprilie 2024, de la ora locală 13:30, la Ulm, Germania, și a fost transmisă în direct pe canalele media ale Federației Internaționale de Handbal.

### Distribuția în urnele valorice
32 de echipe calificate la turneul final al campionatului mondial au fost distribuite în patru urne valorice de câte opt echipe. După ce au fost extrase câte trei echipe în fiecare grupă, China, echipa gazdă, a avut dreptul să își aleagă grupa, și a ales grupa E.
| Urna 1                                                                       | Urna a 2-a                                                                          | Urna a 3-a                                                                                 | Urna a 4-a                                                                    |
| ---------------------------------------------------------------------------- | ----------------------------------------------------------------------------------- | ------------------------------------------------------------------------------------------ | ----------------------------------------------------------------------------- |
| Japonia · Franța · Danemarca · Germania · Croația · Ungaria · Egipt · Serbia | Muntenegru · Țările de Jos · Suedia · Norvegia · China · România · Cehia · Brazilia | Coreea de Sud · Spania · Austria · Taipeiul Chinez · Argentina · India · Guineea · Nigeria | Kazahstan · Chile · Angola · Elveția · Canada · Groenlanda · Islanda · Kosovo |

## Arbitrii
Perechile de arbitri au fost anunțate pe 14 mai 2024.
| Arbitri           | Arbitri                             |
| ----------------- | ----------------------------------- |
| Argentina         | Santiago Correa Agustin Conberse    |
| Austria           | Denis Bolic Christoph Hurich        |
| Brazilia          | Henrique Gody Daniel Magalhães      |
| China             | Cheng Yufeng Zhou Yunlei            |
| Danemarca         | Line Hansen Josefine Jensen         |
| Egipt             | Mahmoud El-Beltagy Hamdy Mahmoud    |
| Franța            | Titouan Picard Pierre Vauchez       |
| Ungaria           | Kristóf Altmár Márton Horváth       |
| Kuwait            | Maali Al-Enezi Dalal Al-Naseem      |
| Maroc             | Mohamed El Ghass Zakaria El-Malwane |
| Macedonia de Nord | Ismailj Metalari Nenad Nikolovski   |

| Arbitri    | Arbitri                           |
| ---------- | --------------------------------- |
| Muntenegru | Anđelina Kažanegra Jelena Vujačić |
| Norvegia   | Mads Fremstad Jørgen Jørstad      |
| Oman       | Khamis Al-Wahibi Omer Al-Shahi    |
| Polonia    | Michał Fabryczny Jakub Rawicki    |
| România    | Mihai Pîrvu Mihai Potîrniche      |
| Senegal    | Fadel Diop Abdoulaye Faye         |
| Suedia     | Alice Watson Line Welin           |
| Tunisia    | Roua Haggui Sahar Haggui          |
| Ucraina    | Marina Duplii Olena Pobedrina     |
| Uruguay    | Germán Araújo Nicolás Perdomo     |
| Uzbekistan | Hasan Ismoilov Husan Ismoilov     |

## Grupele preliminare

### Grupa A
| Loc | Echipa  | MJ | V | E | Î | GM | GP  | DG  | Pct | Calificare         |
| --- | ------- | -- | - | - | - | -- | --- | --- | --- | ------------------ |
| 1   | Suedia  | 3  | 2 | 0 | 1 | 96 | 74  | +22 | 4   | Grupele principale |
| 2   | Serbia  | 3  | 2 | 0 | 1 | 86 | 79  | +7  | 4   | Grupele principale |
| 3   | Austria | 3  | 2 | 0 | 1 | 93 | 84  | +9  | 4   | Cupa președintelui |
| 4   | Chile   | 3  | 0 | 0 | 3 | 64 | 102 | −38 | 0   | Cupa președintelui |

1. 1 2 3  Suedia 2 puncte, golaveraj +2; Serbia 2 puncte, golaveraj +1; Austria 2 puncte, golaveraj −3

| 14 august 2024 10:00 | Serbia   | 27 – 30 | Austria            | Sala Internațională de Handbal, Chuzhou Asistență: 300 Arbitri: Picard, Vauchez |
| 14 august 2024 10:00 | Stanić 8 | (12–13) | Barnjak, Egbaimo 6 | Sala Internațională de Handbal, Chuzhou Asistență: 300 Arbitri: Picard, Vauchez |
| 14 august 2024 10:00 | 5×       | Raport  | 5×                 | Sala Internațională de Handbal, Chuzhou Asistență: 300 Arbitri: Picard, Vauchez |

| 14 august 2024 12:00 | Suedia     | 37 – 17 | Chile            | Sala Internațională de Handbal, Chuzhou Asistență: 300 Arbitri: Haggui, Haggui |
| 14 august 2024 12:00 | Huselius 7 | (19–8)  | trei jucătoare 3 | Sala Internațională de Handbal, Chuzhou Asistență: 300 Arbitri: Haggui, Haggui |
| 14 august 2024 12:00 | 4× 1×      | Raport  | 1×               | Sala Internațională de Handbal, Chuzhou Asistență: 300 Arbitri: Haggui, Haggui |

| 15 august 2024 12:00 | Chile      | 24 – 30 | Serbia    | Sala Internațională de Handbal, Chuzhou Asistență: 200 Arbitri: Al-Wahibi, Al-Shahi |
| 15 august 2024 12:00 | González 8 | (9–11)  | Radović 7 | Sala Internațională de Handbal, Chuzhou Asistență: 200 Arbitri: Al-Wahibi, Al-Shahi |
| 15 august 2024 12:00 | Raport     |         |           | Sala Internațională de Handbal, Chuzhou Asistență: 200 Arbitri: Al-Wahibi, Al-Shahi |

| 15 august 2024 14:00 | Suedia  | 34 – 28 | Austria  | Sala Internațională de Handbal, Chuzhou Asistență: 550 Arbitri: Diop, Faye |
| 15 august 2024 14:00 | Rydén 8 | (16–14) | Baljak 7 | Sala Internațională de Handbal, Chuzhou Asistență: 550 Arbitri: Diop, Faye |
| 15 august 2024 14:00 |         | Raport  | 5× 2× 1× | Sala Internațională de Handbal, Chuzhou Asistență: 550 Arbitri: Diop, Faye |

| 17 august 2024 10:00 | Austria     | 35 – 23 | Chile            | Sala Internațională de Handbal, Chuzhou Asistență: 200 Arbitri: El Ghass, El Malwane |
| 17 august 2024 10:00 | Polanszky 6 | (20–12) | trei jucătoare 4 | Sala Internațională de Handbal, Chuzhou Asistență: 200 Arbitri: El Ghass, El Malwane |
| 17 august 2024 10:00 | 2×          | Raport  | 3×               | Sala Internațională de Handbal, Chuzhou Asistență: 200 Arbitri: El Ghass, El Malwane |

| 17 august 2024 12:00 | Serbia      | 29 – 25 | Suedia             | Sala Internațională de Handbal, Chuzhou Asistență: 260 Arbitri: Correa, Conberse |
| 17 august 2024 12:00 | Otašević 12 | (13–11) | Johansson, Rydén 5 | Sala Internațională de Handbal, Chuzhou Asistență: 260 Arbitri: Correa, Conberse |
| 17 august 2024 12:00 | 1×          | Raport  | 4×                 | Sala Internațională de Handbal, Chuzhou Asistență: 260 Arbitri: Correa, Conberse |

### Grupa B
| Loc | Echipa     | MJ | V | E | Î | GM | GP | DG  | Pct | Calificare         |
| --- | ---------- | -- | - | - | - | -- | -- | --- | --- | ------------------ |
| 1   | Croația    | 3  | 2 | 1 | 0 | 79 | 43 | +36 | 5   | Grupele principale |
| 2   | Muntenegru | 3  | 2 | 1 | 0 | 70 | 43 | +27 | 5   | Grupele principale |
| 3   | Nigeria    | 3  | 1 | 0 | 2 | 49 | 78 | −29 | 2   | Cupa președintelui |
| 4   | Angola     | 3  | 0 | 0 | 3 | 51 | 85 | −34 | 0   | Cupa președintelui |

1. 1 2  Croația 18–18 Muntenegru

| 14 august 2024 12:00 | Croația | 31 – 11 | Nigeria      | Sala Internațională de Handbal, Chuzhou Asistență: 270 Arbitri: Hansen, Jensen |
| 14 august 2024 12:00 | Renić 9 | (16–6)  | Igbinedion 3 | Sala Internațională de Handbal, Chuzhou Asistență: 270 Arbitri: Hansen, Jensen |
| 14 august 2024 12:00 | 5×      | Raport  | 9×           | Sala Internațională de Handbal, Chuzhou Asistență: 270 Arbitri: Hansen, Jensen |

| 14 august 2024 14:00 | Muntenegru  | 26 – 16 | Angola          | Sala Internațională de Handbal, Chuzhou Asistență: 270 Arbitri: Correa, Converse |
| 14 august 2024 14:00 | Ramusović 7 | (14–10) | Manuel, Nunda 3 | Sala Internațională de Handbal, Chuzhou Asistență: 270 Arbitri: Correa, Converse |
| 14 august 2024 14:00 | 5×          | Raport  | 3×              | Sala Internațională de Handbal, Chuzhou Asistență: 270 Arbitri: Correa, Converse |

| 15 august 2024 12:00 | Angola    | 14 – 30 | Croația   | Sala Internațională de Handbal, Chuzhou Asistență: 50 Arbitri: Pîrvu, Potîrniche |
| 15 august 2024 12:00 | Paulino 6 | (4–19)  | Vuković 8 | Sala Internațională de Handbal, Chuzhou Asistență: 50 Arbitri: Pîrvu, Potîrniche |
| 15 august 2024 12:00 | 2× 1×     | Raport  | 4× 1×     | Sala Internațională de Handbal, Chuzhou Asistență: 50 Arbitri: Pîrvu, Potîrniche |

| 15 august 2024 14:00 | Muntenegru | 26 – 9 | Nigeria     | Sala Internațională de Handbal, Chuzhou Asistență: 150 Arbitri: El-Beltagy, Mahmoud |
| 15 august 2024 14:00 | Ćeklić 6   | (13–6) | Babatunde 4 | Sala Internațională de Handbal, Chuzhou Asistență: 150 Arbitri: El-Beltagy, Mahmoud |
| 15 august 2024 14:00 | 3×         | Raport | 5× 1×       | Sala Internațională de Handbal, Chuzhou Asistență: 150 Arbitri: El-Beltagy, Mahmoud |

| 17 august 2024 10:00 | Nigeria     | 29 – 21 | Angola     | Sala Internațională de Handbal, Chuzhou Asistență: 100 Arbitri: Duplii, Pobedrina |
| 17 august 2024 10:00 | Ogbusimba 8 | (11–9)  | Domingos 7 | Sala Internațională de Handbal, Chuzhou Asistență: 100 Arbitri: Duplii, Pobedrina |
| 17 august 2024 10:00 | 5×          | Raport  | 5×         | Sala Internațională de Handbal, Chuzhou Asistență: 100 Arbitri: Duplii, Pobedrina |

| 17 august 2024 12:00 | Croația   | 18 – 18 | Muntenegru | Sala Internațională de Handbal, Chuzhou Asistență: 290 Arbitri: Picard, Vauchez |
| 17 august 2024 12:00 | Fratnik 7 | (8–9)   | Mitrović 5 | Sala Internațională de Handbal, Chuzhou Asistență: 290 Arbitri: Picard, Vauchez |
| 17 august 2024 12:00 | 6×        | Raport  | 5×         | Sala Internațională de Handbal, Chuzhou Asistență: 290 Arbitri: Picard, Vauchez |

### Grupa C
| Loc | Echipa        | MJ | V | E | Î | GM  | GP  | DG   | Pct | Calificare         |
| --- | ------------- | -- | - | - | - | --- | --- | ---- | --- | ------------------ |
| 1   | Japonia       | 3  | 2 | 1 | 0 | 109 | 64  | +45  | 5   | Grupele principale |
| 2   | Țările de Jos | 3  | 2 | 0 | 1 | 92  | 56  | +36  | 4   | Grupele principale |
| 3   | Coreea de Sud | 3  | 1 | 1 | 1 | 112 | 68  | +44  | 3   | Cupa președintelui |
| 4   | Canada        | 3  | 0 | 0 | 3 | 33  | 158 | −125 | 0   | Cupa președintelui |

| 14 august 2024 10:00 | Japonia      | 27 – 27 | Coreea de Sud     | Centrul Sportiv Olimpic, Chuzhou Asistență: 200 Arbitri: Cheng, Zhou |
| 14 august 2024 10:00 | Yasugahira 6 | (12–14) | patru jucătoare 5 | Centrul Sportiv Olimpic, Chuzhou Asistență: 200 Arbitri: Cheng, Zhou |
| 14 august 2024 10:00 | 3×           | Raport  | 3× 1×             | Centrul Sportiv Olimpic, Chuzhou Asistență: 200 Arbitri: Cheng, Zhou |

| 14 august 2024 12:00 | Țările de Jos | 41 – 6 | Canada    | Centrul Sportiv Olimpic, Chuzhou Asistență: 100 Arbitri: Watson, Welin |
| 14 august 2024 12:00 | Van Galen 8   | (21–5) | Lemaire 3 | Centrul Sportiv Olimpic, Chuzhou Asistență: 100 Arbitri: Watson, Welin |
| 14 august 2024 12:00 | 1×            | Raport | 4×        | Centrul Sportiv Olimpic, Chuzhou Asistență: 100 Arbitri: Watson, Welin |

| 15 august 2024 16:00 | Țările de Jos | 24 – 19 | Coreea de Sud | Centrul Sportiv Olimpic, Chuzhou Asistență: 300 Arbitri: Ismoilov, Ismoilov |
| 15 august 2024 16:00 | Horvers 7     | (10–13) | Ku, Lee Y. 4  | Centrul Sportiv Olimpic, Chuzhou Asistență: 300 Arbitri: Ismoilov, Ismoilov |
| 15 august 2024 16:00 | 3×            | Raport  | 4×            | Centrul Sportiv Olimpic, Chuzhou Asistență: 300 Arbitri: Ismoilov, Ismoilov |

| 15 august 2024 18:00 | Canada      | 10 – 51 | Japonia      | Centrul Sportiv Olimpic, Chuzhou Asistență: 500 Arbitri: Duplii, Pobedrina |
| 15 august 2024 18:00 | Boisclair 3 | (3–21)  | Yasugahira 9 | Centrul Sportiv Olimpic, Chuzhou Asistență: 500 Arbitri: Duplii, Pobedrina |
| 15 august 2024 18:00 | 3×          | Raport  | 2×           | Centrul Sportiv Olimpic, Chuzhou Asistență: 500 Arbitri: Duplii, Pobedrina |

| 17 august 2024 12:00 | Coreea de Sud | 66 – 17 | Canada    | Centrul Sportiv Olimpic, Chuzhou Asistență: 200 Arbitri: Fabryczny, Rawicki |
| 17 august 2024 12:00 | Kim J. 11     | (37–9)  | Leclair 6 | Centrul Sportiv Olimpic, Chuzhou Asistență: 200 Arbitri: Fabryczny, Rawicki |
| 17 august 2024 12:00 | 5× 2× 1×      | Raport  | 7× 1×     | Centrul Sportiv Olimpic, Chuzhou Asistență: 200 Arbitri: Fabryczny, Rawicki |

| 17 august 2024 14:00 | Japonia | 31 – 27 | Țările de Jos | Centrul Sportiv Olimpic, Chuzhou Asistență: 200 Arbitri: Metalari, Nikolovski |
| 17 august 2024 14:00 | Nakao 6 | (13–13) | Van Galen 8   | Centrul Sportiv Olimpic, Chuzhou Asistență: 200 Arbitri: Metalari, Nikolovski |
| 17 august 2024 14:00 | 1×      | Raport  | 5×            | Centrul Sportiv Olimpic, Chuzhou Asistență: 200 Arbitri: Metalari, Nikolovski |

### Grupa D
| Loc | Echipa   | MJ | V | E | Î | GM  | GP  | DG  | Pct | Calificare         |
| --- | -------- | -- | - | - | - | --- | --- | --- | --- | ------------------ |
| 1   | Franța   | 3  | 3 | 0 | 0 | 128 | 48  | +80 | 6   | Grupele principale |
| 2   | Brazilia | 3  | 2 | 0 | 1 | 91  | 72  | +19 | 4   | Grupele principale |
| 3   | Kosovo   | 3  | 1 | 0 | 2 | 62  | 97  | −35 | 2   | Cupa președintelui |
| 4   | India    | 3  | 0 | 0 | 3 | 45  | 109 | −64 | 0   | Cupa președintelui |

| 14 august 2024 14:00 | Franța  | 50 – 14 | India    | Centrul Sportiv Olimpic, Chuzhou Asistență: 100 Arbitri: Al-Shahi, Al-Wahibi |
| 14 august 2024 14:00 | Andon 8 | (28–7)  | Renuka 6 | Centrul Sportiv Olimpic, Chuzhou Asistență: 100 Arbitri: Al-Shahi, Al-Wahibi |
| 14 august 2024 14:00 |         | Raport  | 4×       | Centrul Sportiv Olimpic, Chuzhou Asistență: 100 Arbitri: Al-Shahi, Al-Wahibi |

| 14 august 2024 16:00 | Brazilia | 39 – 21 | Kosovo   | Sala Colegiului Vocațional și Tehnic, Chuzhou Asistență: 300 Arbitri: Fremstad, Jørstad |
| 14 august 2024 16:00 | Ladeia 8 | (19–11) | Imeraj 5 | Sala Colegiului Vocațional și Tehnic, Chuzhou Asistență: 300 Arbitri: Fremstad, Jørstad |
| 14 august 2024 16:00 | 3× 1×    | Raport  | 6× 1×    | Sala Colegiului Vocațional și Tehnic, Chuzhou Asistență: 300 Arbitri: Fremstad, Jørstad |

| 15 august 2024 16:00 | Kosovo            | 16 – 44 | Franța   | Sala Internațională de Handbal, Chuzhou Asistență: 100 Arbitri: Cheng, Zhou |
| 15 august 2024 16:00 | Bibaj, Gjergjaj 4 | (7–20)  | Senant 6 | Sala Internațională de Handbal, Chuzhou Asistență: 100 Arbitri: Cheng, Zhou |
| 15 august 2024 16:00 | 1×                | Raport  | 2×       | Sala Internațională de Handbal, Chuzhou Asistență: 100 Arbitri: Cheng, Zhou |

| 15 august 2024 18:00 | Brazilia              | 34 – 17 | India    | Sala Internațională de Handbal, Chuzhou Asistență: 100 Arbitri: Metalari, Nikolovski |
| 15 august 2024 18:00 | Cardoso, Dos Santos 6 | (14–11) | Sujata 9 | Sala Internațională de Handbal, Chuzhou Asistență: 100 Arbitri: Metalari, Nikolovski |
| 15 august 2024 18:00 | 3×                    | Raport  | 4× 1×    | Sala Internațională de Handbal, Chuzhou Asistență: 100 Arbitri: Metalari, Nikolovski |

| 17 august 2024 14:00 | Franța  | 34 – 18 | Brazilia     | Sala Internațională de Handbal, Chuzhou Asistență: 300 Arbitri: Altmár, Horváth |
| 17 august 2024 14:00 | Abdou 6 | (18–6)  | Dos Santos 4 | Sala Internațională de Handbal, Chuzhou Asistență: 300 Arbitri: Altmár, Horváth |
| 17 august 2024 14:00 | 4×      | Raport  | 1×           | Sala Internațională de Handbal, Chuzhou Asistență: 300 Arbitri: Altmár, Horváth |

| 17 august 2024 14:00 | India            | 14 – 25 | Kosovo  | Sala Colegiului Vocațional și Tehnic, Chuzhou Asistență: 350 Arbitri: El-Beltagy, Mahmoud |
| 17 august 2024 14:00 | trei jucătoare 4 | (6–15)  | Dresh 7 | Sala Colegiului Vocațional și Tehnic, Chuzhou Asistență: 350 Arbitri: El-Beltagy, Mahmoud |
| 17 august 2024 14:00 | 3×               | Raport  | 3×      | Sala Colegiului Vocațional și Tehnic, Chuzhou Asistență: 350 Arbitri: El-Beltagy, Mahmoud |

### Grupa E
| Loc | Echipa          | MJ | V | E | Î | GM  | GP  | DG  | Pct | Calificare         |
| --- | --------------- | -- | - | - | - | --- | --- | --- | --- | ------------------ |
| 1   | Danemarca       | 3  | 3 | 0 | 0 | 117 | 43  | +74 | 6   | Grupele principale |
| 2   | China (H)       | 3  | 2 | 0 | 1 | 97  | 65  | +32 | 4   | Grupele principale |
| 3   | Taipeiul Chinez | 3  | 1 | 0 | 2 | 61  | 91  | −30 | 2   | Cupa președintelui |
| 4   | Groenlanda      | 3  | 0 | 0 | 3 | 40  | 116 | −76 | 0   | Cupa președintelui |

| 14 august 2024 18:30 | China          | 46 – 17 | Groenlanda   | Sala Internațională de Handbal, Chuzhou Asistență: 2,000 Arbitri: Al-Enezi, Al-Naseem |
| 14 august 2024 18:30 | Xin, Yang Y. 5 | (21–7)  | Bjørnestad 8 | Sala Internațională de Handbal, Chuzhou Asistență: 2,000 Arbitri: Al-Enezi, Al-Naseem |
| 14 august 2024 18:30 | 4×             | Raport  |              | Sala Internațională de Handbal, Chuzhou Asistență: 2,000 Arbitri: Al-Enezi, Al-Naseem |

| 14 august 2024 20:30 | Danemarca | 47 – 13 | Taipeiul Chinez | Sala Internațională de Handbal, Chuzhou Asistență: 350 Arbitri: El Ghass, El Malwane |
| 14 august 2024 20:30 | Jensen 11 | (26–5)  | Lin C. 3        | Sala Internațională de Handbal, Chuzhou Asistență: 350 Arbitri: El Ghass, El Malwane |
| 14 august 2024 20:30 | 3×        | Raport  | 4×              | Sala Internațională de Handbal, Chuzhou Asistență: 350 Arbitri: El Ghass, El Malwane |

| 16 august 2024 16:00 | Groenlanda   | 8 – 42 | Danemarca       | Sala Internațională de Handbal, Chuzhou Asistență: 300 Arbitri: Godoy, Magalhães |
| 16 august 2024 16:00 | Bjørnestad 4 | (5–20) | Hoppe, Jensen 6 | Sala Internațională de Handbal, Chuzhou Asistență: 300 Arbitri: Godoy, Magalhães |
| 16 august 2024 16:00 |              | Raport | 1×              | Sala Internațională de Handbal, Chuzhou Asistență: 300 Arbitri: Godoy, Magalhães |

| 16 august 2024 18:00 | China | 29 – 20 | Taipeiul Chinez | Sala Internațională de Handbal, Chuzhou Asistență: 1,000 Arbitri: Watson, Welin |
| 16 august 2024 18:00 | Pan 6 | (12–8)  | Lin C. 9        | Sala Internațională de Handbal, Chuzhou Asistență: 1,000 Arbitri: Watson, Welin |
| 16 august 2024 18:00 | 1×    | Raport  | 1×              | Sala Internațională de Handbal, Chuzhou Asistență: 1,000 Arbitri: Watson, Welin |

| 17 august 2024 18:00 | Danemarca | 28 – 22 | China      | Sala Internațională de Handbal, Chuzhou Asistență: 5,050 Arbitri: Pîrvu, Potîrniche |
| 17 august 2024 18:00 | Jensen 8  | (14–13) | Huang Z. 7 | Sala Internațională de Handbal, Chuzhou Asistență: 5,050 Arbitri: Pîrvu, Potîrniche |
| 17 august 2024 18:00 | Raport    |         |            | Sala Internațională de Handbal, Chuzhou Asistență: 5,050 Arbitri: Pîrvu, Potîrniche |

| 17 august 2024 18:00 | Taipeiul Chinez | 28 – 15 | Groenlanda           | Sala Colegiului Vocațional și Tehnic, Chuzhou Asistență: 550 Arbitri: Haggui, Haggui |
| 17 august 2024 18:00 | Lin C. 6        | (15–5)  | Bjørnestad, Jensen 5 | Sala Colegiului Vocațional și Tehnic, Chuzhou Asistență: 550 Arbitri: Haggui, Haggui |
| 17 august 2024 18:00 | 3×              | Raport  |                      | Sala Colegiului Vocațional și Tehnic, Chuzhou Asistență: 550 Arbitri: Haggui, Haggui |

### Grupa F
| Loc | Echipa    | MJ | V | E | Î | GM  | GP  | DG  | Pct | Calificare         |
| --- | --------- | -- | - | - | - | --- | --- | --- | --- | ------------------ |
| 1   | Ungaria   | 3  | 3 | 0 | 0 | 106 | 53  | +53 | 6   | Grupele principale |
| 2   | Norvegia  | 3  | 2 | 0 | 1 | 97  | 56  | +41 | 4   | Grupele principale |
| 3   | Argentina | 3  | 1 | 0 | 2 | 62  | 72  | −10 | 2   | Cupa președintelui |
| 4   | Kazahstan | 3  | 0 | 0 | 3 | 31  | 115 | −84 | 0   | Cupa președintelui |

| 14 august 2024 18:00 | Ungaria                 | 31 – 18 | Argentina | Centrul Sportiv Olimpic, Chuzhou Asistență: 200 Arbitri: Fabryczny, Rawicki |
| 14 august 2024 18:00 | Papp, Keceli-Mészáros 6 | (14–9)  | Patrone 5 | Centrul Sportiv Olimpic, Chuzhou Asistență: 200 Arbitri: Fabryczny, Rawicki |
| 14 august 2024 18:00 | 8× 1×                   | Raport  | 3× 1×     | Centrul Sportiv Olimpic, Chuzhou Asistență: 200 Arbitri: Fabryczny, Rawicki |

| 14 august 2024 20:00 | Norvegia         | 43 – 9 | Kazahstan  | Centrul Sportiv Olimpic, Chuzhou Asistență: 100 Arbitri: Araújo, Perdomo |
| 14 august 2024 20:00 | trei jucătoare 6 | (21–2) | Altynbek 4 | Centrul Sportiv Olimpic, Chuzhou Asistență: 100 Arbitri: Araújo, Perdomo |
| 14 august 2024 20:00 | 1×               | Raport | 1×         | Centrul Sportiv Olimpic, Chuzhou Asistență: 100 Arbitri: Araújo, Perdomo |

| 16 august 2024 16:00 | Kazahstan           | 9 – 45 | Ungaria | Centrul Sportiv Olimpic, Chuzhou Asistență: 300 Arbitri: Haggui, Haggui |
| 16 august 2024 16:00 | Ertazayeva, Paley 3 | (5–22) | Bede 7  | Centrul Sportiv Olimpic, Chuzhou Asistență: 300 Arbitri: Haggui, Haggui |
| 16 august 2024 16:00 | 4× 1×               | Raport | 2×      | Centrul Sportiv Olimpic, Chuzhou Asistență: 300 Arbitri: Haggui, Haggui |

| 16 august 2024 18:00 | Norvegia      | 28 – 17 | Argentina | Centrul Sportiv Olimpic, Chuzhou Asistență: 300 Arbitri: Al-Enezi, Al-Naseem |
| 16 august 2024 18:00 | Gulbrandsen 9 | (13–9)  | Molina 6  | Centrul Sportiv Olimpic, Chuzhou Asistență: 300 Arbitri: Al-Enezi, Al-Naseem |
| 16 august 2024 18:00 | 3×            | Raport  | 2×        | Centrul Sportiv Olimpic, Chuzhou Asistență: 300 Arbitri: Al-Enezi, Al-Naseem |

| 17 august 2024 20:00 | Argentina  | 27 – 13 | Kazahstan  | Centrul Sportiv Olimpic, Chuzhou Asistență: 300 Arbitri: Al-Wahibi, Al-Shahi |
| 17 august 2024 20:00 | Losarcos 9 | (12–9)  | Altynbek 5 | Centrul Sportiv Olimpic, Chuzhou Asistență: 300 Arbitri: Al-Wahibi, Al-Shahi |
| 17 august 2024 20:00 | 3×         | Raport  | 1×         | Centrul Sportiv Olimpic, Chuzhou Asistență: 300 Arbitri: Al-Wahibi, Al-Shahi |

| 17 august 2024 20:00 | Ungaria    | 30 – 26 | Norvegia      | Sala Internațională de Handbal, Chuzhou Asistență: 500 Arbitri: Bolic, Hurich |
| 17 august 2024 20:00 | Fazekas 13 | (17–10) | Halldorsson 5 | Sala Internațională de Handbal, Chuzhou Asistență: 500 Arbitri: Bolic, Hurich |
| 17 august 2024 20:00 |            | Raport  | 3× 1×         | Sala Internațională de Handbal, Chuzhou Asistență: 500 Arbitri: Bolic, Hurich |

### Grupa G
| Loc | Echipa  | MJ | V | E | Î | GM | GP  | DG  | Pct | Calificare         |
| --- | ------- | -- | - | - | - | -- | --- | --- | --- | ------------------ |
| 1   | Spania  | 3  | 3 | 0 | 0 | 87 | 63  | +24 | 6   | Grupele principale |
| 2   | Elveția | 3  | 2 | 0 | 1 | 74 | 68  | +6  | 4   | Grupele principale |
| 3   | România | 3  | 1 | 0 | 2 | 80 | 79  | +1  | 2   | Cupa președintelui |
| 4   | Egipt   | 3  | 0 | 0 | 3 | 70 | 101 | −31 | 0   | Cupa președintelui |

| 14 august 2024 16:00 | România | 24 – 25 | Elveția   | Centrul Sportiv Olimpic, Chuzhou Asistență: 100 Arbitri: Duplii, Pobedrina |
| 14 august 2024 16:00 | Niță 5  | (16–12) | Baumann 6 | Centrul Sportiv Olimpic, Chuzhou Asistență: 100 Arbitri: Duplii, Pobedrina |
| 14 august 2024 16:00 | 8×      | Raport  | 3× 1×     | Centrul Sportiv Olimpic, Chuzhou Asistență: 100 Arbitri: Duplii, Pobedrina |

| 14 august 2024 18:00 | Egipt        | 22 – 37 | Spania  | Sala Colegiului Vocațional și Tehnic, Chuzhou Asistență: 300 Arbitri: Godoy, Magalhães |
| 14 august 2024 18:00 | Safeyelden 7 | (11–19) | Solís 7 | Sala Colegiului Vocațional și Tehnic, Chuzhou Asistență: 300 Arbitri: Godoy, Magalhães |
| 14 august 2024 18:00 | 2×           | Raport  | 4×      | Sala Colegiului Vocațional și Tehnic, Chuzhou Asistență: 300 Arbitri: Godoy, Magalhães |

| 16 august 2024 12:00 | Elveția      | 28 – 19 | Egipt        | Centrul Sportiv Olimpic, Chuzhou Asistență: 100 Arbitri: Araújo, Perdomo |
| 16 august 2024 12:00 | Emmenegger 7 | (11–7)  | S. Mahmoud 5 | Centrul Sportiv Olimpic, Chuzhou Asistență: 100 Arbitri: Araújo, Perdomo |
| 16 august 2024 12:00 | 2×           | Raport  | 4×           | Centrul Sportiv Olimpic, Chuzhou Asistență: 100 Arbitri: Araújo, Perdomo |

| 16 august 2024 14:00 | România   | 20 – 25 | Spania      | Centrul Sportiv Olimpic, Chuzhou Asistență: 200 Arbitri: Kažanegra, Vujačić |
| 16 august 2024 14:00 | Bodijar 6 | (11–13) | Rodríguez 9 | Centrul Sportiv Olimpic, Chuzhou Asistență: 200 Arbitri: Kažanegra, Vujačić |
| 16 august 2024 14:00 | 4× 1×     | Raport  | 3× 1×       | Centrul Sportiv Olimpic, Chuzhou Asistență: 200 Arbitri: Kažanegra, Vujačić |

| 17 august 2024 16:00 | Spania            | 25 – 21 | Elveția   | Centrul Sportiv Olimpic, Chuzhou Asistență: 400 Arbitri: Hansen, Jensen |
| 17 august 2024 16:00 | patru jucătoare 3 | (14–13) | Brunett 7 | Centrul Sportiv Olimpic, Chuzhou Asistență: 400 Arbitri: Hansen, Jensen |
| 17 august 2024 16:00 | 1×                | Raport  | 3×        | Centrul Sportiv Olimpic, Chuzhou Asistență: 400 Arbitri: Hansen, Jensen |

| 17 august 2024 18:00 | Egipt      | 29 – 36 | România          | Centrul Sportiv Olimpic, Chuzhou Asistență: 400 Arbitri: Ismoilov, Ismoilov |
| 17 august 2024 18:00 | Mahmoud 10 | (14–17) | trei jucătoare 6 | Centrul Sportiv Olimpic, Chuzhou Asistență: 400 Arbitri: Ismoilov, Ismoilov |
| 17 august 2024 18:00 | 3×         | Raport  | 1×               | Centrul Sportiv Olimpic, Chuzhou Asistență: 400 Arbitri: Ismoilov, Ismoilov |

### Grupa H
| Loc | Echipa   | MJ | V | E | Î | GM  | GP | DG  | Pct | Calificare         |
| --- | -------- | -- | - | - | - | --- | -- | --- | --- | ------------------ |
| 1   | Germania | 3  | 3 | 0 | 0 | 106 | 67 | +39 | 6   | Grupele principale |
| 2   | Cehia    | 3  | 2 | 0 | 1 | 83  | 63 | +20 | 4   | Grupele principale |
| 3   | Islanda  | 3  | 1 | 0 | 2 | 68  | 79 | −11 | 2   | Cupa președintelui |
| 4   | Guineea  | 3  | 0 | 0 | 3 | 51  | 99 | −48 | 0   | Cupa președintelui |

| 14 august 2024 14:00 | Germania   | 42 – 18 | Guineea               | Sala Internațională de Handbal, Chuzhou Asistență: 250 Arbitri: Altmár, Horváth |
| 14 august 2024 14:00 | Tucholke 9 | (22–9)  | Koumbassa, H. Sylla 4 | Sala Internațională de Handbal, Chuzhou Asistență: 250 Arbitri: Altmár, Horváth |
| 14 august 2024 14:00 | 1×         | Raport  | 5×                    | Sala Internațională de Handbal, Chuzhou Asistență: 250 Arbitri: Altmár, Horváth |

| 14 august 2024 16:00 | Cehia     | 28 – 17 | Islanda                       | Sala Internațională de Handbal, Chuzhou Asistență: 800 Arbitri: Bolic, Hurich |
| 14 august 2024 16:00 | Rampová 6 | (16–4)  | Hrafnkelsdóttir, Pálsdóttir 3 | Sala Internațională de Handbal, Chuzhou Asistență: 800 Arbitri: Bolic, Hurich |
| 14 august 2024 16:00 | 4×        | Raport  | 4× 1×                         | Sala Internațională de Handbal, Chuzhou Asistență: 800 Arbitri: Bolic, Hurich |

| 16 august 2024 12:00 | Cehia     | 32 – 13 | Guineea     | Sala Internațională de Handbal, Chuzhou Asistență: 50 Arbitri: Fremstad, Jørstad |
| 16 august 2024 12:00 | Rampová 7 | (17–5)  | Koumbassa 4 | Sala Internațională de Handbal, Chuzhou Asistență: 50 Arbitri: Fremstad, Jørstad |
| 16 august 2024 12:00 | 3×        | Raport  | 8× 1×       | Sala Internațională de Handbal, Chuzhou Asistență: 50 Arbitri: Fremstad, Jørstad |

| 16 august 2024 14:00 | Islanda        | 26 – 31 | Germania            | Sala Internațională de Handbal, Chuzhou Asistență: 150 Arbitri: Correa, Conberse |
| 16 august 2024 14:00 | Eiríksdóttir 7 | (15–14) | Tucholke, Walther 6 | Sala Internațională de Handbal, Chuzhou Asistență: 150 Arbitri: Correa, Conberse |
| 16 august 2024 14:00 | 4× 2×          | Raport  | 4× 1×               | Sala Internațională de Handbal, Chuzhou Asistență: 150 Arbitri: Correa, Conberse |

| 17 august 2024 16:00 | Guineea    | 20 – 25 | Islanda      | Sala Colegiului Vocațional și Tehnic, Chuzhou Asistență: 450 Arbitri: Cheng, Zhou |
| 17 august 2024 16:00 | H. Sylla 5 | (11–13) | Pálsdóttir 6 | Sala Colegiului Vocațional și Tehnic, Chuzhou Asistență: 450 Arbitri: Cheng, Zhou |
| 17 august 2024 16:00 | 5× 1×      | Raport  |              | Sala Colegiului Vocațional și Tehnic, Chuzhou Asistență: 450 Arbitri: Cheng, Zhou |

| 17 august 2024 16:00 | Germania         | 33 – 23 | Cehia       | Sala Internațională de Handbal, Chuzhou Asistență: 400 Arbitri: Kažanegra, Vujačić |
| 17 august 2024 16:00 | Rohr, Tucholke 7 | (17–5)  | Pazderová 5 | Sala Internațională de Handbal, Chuzhou Asistență: 400 Arbitri: Kažanegra, Vujačić |
| 17 august 2024 16:00 | 2×               | Raport  | 2×          | Sala Internațională de Handbal, Chuzhou Asistență: 400 Arbitri: Kažanegra, Vujačić |

## Cupa președintelui
Echipele au avansat din faza grupelor păstrându-și punctele obținute în meciurile împotriva celorlalte echipe din aceeași grupă. 

### Grupa I
| Loc | Echipa  | MJ | V | E | Î | GM  | GP | DG  | Pct | Calificare                         |
| --- | ------- | -- | - | - | - | --- | -- | --- | --- | ---------------------------------- |
| 1   | Austria | 3  | 3 | 0 | 0 | 106 | 57 | +49 | 6   | Semifinalele pentru locurile 17–20 |
| 2   | Nigeria | 3  | 1 | 0 | 2 | 65  | 77 | −12 | 2   | Semifinalele pentru locurile 21–24 |
| 3   | Angola  | 3  | 1 | 0 | 2 | 73  | 88 | −15 | 2   | Semifinalele pentru locurile 25–28 |
| 4   | Chile   | 3  | 1 | 0 | 2 | 67  | 89 | −22 | 2   | Semifinalele pentru locurile 29–32 |

1. 1 2 3  Nigeria 2 puncte, golaveraj +7 GD; Angola 2 puncte, golaveraj +3; Chile 2 puncte, golaveraj −10

| 18 august 2024 12:00 | Austria     | 38 – 20 | Angola     | Centrul Sportiv Olimpic, Chuzhou Asistență: 150 Arbitri: Fabryczny, Rawicki |
| 18 august 2024 12:00 | Polanszky 7 | (13–9)  | Domingos 8 | Centrul Sportiv Olimpic, Chuzhou Asistență: 150 Arbitri: Fabryczny, Rawicki |
| 18 august 2024 12:00 | 1×          | Raport  | 6×         | Centrul Sportiv Olimpic, Chuzhou Asistență: 150 Arbitri: Fabryczny, Rawicki |

| 18 august 2024 14:00 | Nigeria     | 22 – 23 | Chile     | Centrul Sportiv Olimpic, Chuzhou Asistență: 300 Arbitri: Watson, Welin |
| 18 august 2024 14:00 | Babatunde 7 | (10–11) | Larenas 7 | Centrul Sportiv Olimpic, Chuzhou Asistență: 300 Arbitri: Watson, Welin |
| 18 august 2024 14:00 | 6× 1×       | Raport  | 1×        | Centrul Sportiv Olimpic, Chuzhou Asistență: 300 Arbitri: Watson, Welin |

| 20 august 2024 12:00 | Austria            | 33 – 14 | Nigeria     | Sala Colegiului Vocațional și Tehnic, Chuzhou Asistență: 100 Arbitri: Cheng, Zhou |
| 20 august 2024 12:00 | Chroust, Egbaimo 5 | (17–8)  | Onyekwere 4 | Sala Colegiului Vocațional și Tehnic, Chuzhou Asistență: 100 Arbitri: Cheng, Zhou |
| 20 august 2024 12:00 | 1×                 | Raport  | 3×          | Sala Colegiului Vocațional și Tehnic, Chuzhou Asistență: 100 Arbitri: Cheng, Zhou |

| 20 august 2024 14:00 | Chile      | 21 – 32 | Angola         | Sala Colegiului Vocațional și Tehnic, Chuzhou Asistență: 250 Arbitri: Kažanegra, Vujačić |
| 20 august 2024 14:00 | González 4 | (9–11)  | C. Domingos 14 | Sala Colegiului Vocațional și Tehnic, Chuzhou Asistență: 250 Arbitri: Kažanegra, Vujačić |
| 20 august 2024 14:00 | 1×         | Raport  | 6× 1×          | Sala Colegiului Vocațional și Tehnic, Chuzhou Asistență: 250 Arbitri: Kažanegra, Vujačić |

### Grupa a II-a
| Loc | Echipa        | MJ | V | E | Î | GM  | GP  | DG  | Pct | Calificare                         |
| --- | ------------- | -- | - | - | - | --- | --- | --- | --- | ---------------------------------- |
| 1   | Coreea de Sud | 3  | 3 | 0 | 0 | 137 | 52  | +85 | 6   | Semifinalele pentru locurile 17–20 |
| 2   | Kosovo        | 3  | 2 | 0 | 1 | 72  | 65  | +7  | 4   | Semifinalele pentru locurile 21–24 |
| 3   | India         | 3  | 1 | 0 | 2 | 52  | 86  | −34 | 2   | Semifinalele pentru locurile 25–28 |
| 4   | Canada        | 3  | 0 | 0 | 3 | 58  | 116 | −58 | 0   | Semifinalele pentru locurile 29–32 |

| 18 august 2024 16:00 | Kosovo     | 26 – 20 | Canada      | Centrul Sportiv Olimpic, Chuzhou Asistență: 500 Arbitri: El Ghass, El Malwane |
| 18 august 2024 16:00 | Gjergjaj 7 | (9–12)  | Boisclair 6 | Centrul Sportiv Olimpic, Chuzhou Asistență: 500 Arbitri: El Ghass, El Malwane |
| 18 august 2024 16:00 | 3×         | Raport  | 2×          | Centrul Sportiv Olimpic, Chuzhou Asistență: 500 Arbitri: El Ghass, El Malwane |

| 18 august 2024 18:00 | Coreea de Sud | 40 – 14 | India             | Centrul Sportiv Olimpic, Chuzhou Asistență: 500 Arbitri: Fremstad, Jørstad |
| 18 august 2024 18:00 | Lee J. 9      | (19–4)  | Tamanna, Sujata 4 | Centrul Sportiv Olimpic, Chuzhou Asistență: 500 Arbitri: Fremstad, Jørstad |
| 18 august 2024 18:00 | 2×            | Raport  | 2×                | Centrul Sportiv Olimpic, Chuzhou Asistență: 500 Arbitri: Fremstad, Jørstad |

| 20 august 2024 10:00 | Coreea de Sud | 31 – 21 | Kosovo   | Centrul Sportiv Olimpic, Chuzhou Asistență: 100 Arbitri: Al-Shahi, Al-Wahibi |
| 20 august 2024 10:00 | Ku 7          | (14–11) | Dresh 10 | Centrul Sportiv Olimpic, Chuzhou Asistență: 100 Arbitri: Al-Shahi, Al-Wahibi |
| 20 august 2024 10:00 | 4×            | Raport  | 2× 1×    | Centrul Sportiv Olimpic, Chuzhou Asistență: 100 Arbitri: Al-Shahi, Al-Wahibi |

| 20 august 2024 12:00 | Canada    | 21 – 24 | India     | Centrul Sportiv Olimpic, Chuzhou Asistență: 250 Arbitri: Araújo, Perdomo |
| 20 august 2024 12:00 | Lemaire 8 | (11–7)  | Sujata 10 | Centrul Sportiv Olimpic, Chuzhou Asistență: 250 Arbitri: Araújo, Perdomo |
| 20 august 2024 12:00 | 5× 1×     | Raport  | 7×        | Centrul Sportiv Olimpic, Chuzhou Asistență: 250 Arbitri: Araújo, Perdomo |

### Grupa a III-a
| Loc | Echipa          | MJ | V | E | Î | GM | GP | DG  | Pct | Calificare                         |
| --- | --------------- | -- | - | - | - | -- | -- | --- | --- | ---------------------------------- |
| 1   | Argentina       | 3  | 3 | 0 | 0 | 83 | 53 | +30 | 6   | Semifinalele pentru locurile 17–20 |
| 2   | Taipeiul Chinez | 3  | 2 | 0 | 1 | 77 | 71 | +6  | 4   | Semifinalele pentru locurile 21–24 |
| 3   | Kazahstan       | 3  | 1 | 0 | 2 | 59 | 75 | −16 | 2   | Semifinalele pentru locurile 25–28 |
| 4   | Groenlanda      | 3  | 0 | 0 | 3 | 54 | 74 | −20 | 0   | Semifinalele pentru locurile 29–32 |

| 19 august 2024 12:00 | Taipeiul Chinez | 28 – 22 | Kazahstan    | Centrul Sportiv Olimpic, Chuzhou Asistență: 100 Arbitri: Pîrvu, Potîrniche |
| 19 august 2024 12:00 | Lin C. 8        | (10–8)  | Ertazayeva 8 | Centrul Sportiv Olimpic, Chuzhou Asistență: 100 Arbitri: Pîrvu, Potîrniche |
| 19 august 2024 12:00 | 2×              | Raport  | 4×           | Centrul Sportiv Olimpic, Chuzhou Asistență: 100 Arbitri: Pîrvu, Potîrniche |

| 19 august 2024 14:00 | Argentina | 22 – 19 | Groenlanda     | Centrul Sportiv Olimpic, Chuzhou Asistență: 150 Arbitri: Duplii, Pobedrina |
| 19 august 2024 14:00 | Molina 8  | (8–8)   | P. Petersen 12 | Centrul Sportiv Olimpic, Chuzhou Asistență: 150 Arbitri: Duplii, Pobedrina |
| 19 august 2024 14:00 | 5× 1×     | Raport  | 1×             | Centrul Sportiv Olimpic, Chuzhou Asistență: 150 Arbitri: Duplii, Pobedrina |

| 20 august 2024 10:00 | Taipeiul Chinez   | 21 – 34 | Argentina | Sala Internațională de Handbal, Chuzhou Asistență: 100 Arbitri: Al-Enezi, Al-Naseem |
| 20 august 2024 10:00 | Chang F., Chuan 6 | (12–19) | Molina 6  | Sala Internațională de Handbal, Chuzhou Asistență: 100 Arbitri: Al-Enezi, Al-Naseem |
| 20 august 2024 10:00 | 5×                | Raport  | 1×        | Sala Internațională de Handbal, Chuzhou Asistență: 100 Arbitri: Al-Enezi, Al-Naseem |

| 20 august 2024 12:00 | Groenlanda    | 20 – 24 | Kazahstan        | Sala Internațională de Handbal, Chuzhou Asistență: 300 Arbitri: Picard, Vauchez |
| 20 august 2024 12:00 | P. Petersen 8 | (12–12) | trei jucătoare 5 | Sala Internațională de Handbal, Chuzhou Asistență: 300 Arbitri: Picard, Vauchez |
| 20 august 2024 12:00 | Raport        |         |                  | Sala Internațională de Handbal, Chuzhou Asistență: 300 Arbitri: Picard, Vauchez |

### Grupa a IV-a
| Loc | Echipa  | MJ | V | E | Î | GM | GP | DG  | Pct | Calificare                         |
| --- | ------- | -- | - | - | - | -- | -- | --- | --- | ---------------------------------- |
| 1   | România | 3  | 3 | 0 | 0 | 94 | 56 | +38 | 6   | Semifinalele pentru locurile 17–20 |
| 2   | Egipt   | 3  | 1 | 1 | 1 | 67 | 68 | −1  | 3   | Semifinalele pentru locurile 21–24 |
| 3   | Islanda | 3  | 1 | 1 | 1 | 59 | 67 | −8  | 3   | Semifinalele pentru locurile 25–28 |
| 4   | Guineea | 3  | 0 | 0 | 3 | 45 | 74 | −29 | 0   | Semifinalele pentru locurile 29–32 |

1. 1 2  Islanda 20–20 Egipt

| 19 august 2024 16:00 | România   | 31 – 13 | Guineea               | Centrul Sportiv Olimpic, Chuzhou Asistență: 100 Arbitri: Hansen, Jensen |
| 19 august 2024 16:00 | Bodijar 6 | (16–7)  | A. Diallo, H. Sylla 4 | Centrul Sportiv Olimpic, Chuzhou Asistență: 100 Arbitri: Hansen, Jensen |
| 19 august 2024 16:00 | 8×        | Raport  | 3×                    | Centrul Sportiv Olimpic, Chuzhou Asistență: 100 Arbitri: Hansen, Jensen |

| 19 august 2024 18:00 | Islanda      | 20 – 20 | Egipt        | Centrul Sportiv Olimpic, Chuzhou Asistență: 150 Arbitri: Picard, Vauchez |
| 19 august 2024 18:00 | Pálsdóttir 8 | (11–11) | Safeyelden 8 | Centrul Sportiv Olimpic, Chuzhou Asistență: 150 Arbitri: Picard, Vauchez |
| 19 august 2024 18:00 | 4×           | Raport  | 5× 1×        | Centrul Sportiv Olimpic, Chuzhou Asistență: 150 Arbitri: Picard, Vauchez |

| 20 august 2024 16:00 | România | 27 – 14 | Islanda           | Sala Colegiului Vocațional și Tehnic, Chuzhou Asistență: 380 Arbitri: Haggui, Haggui |
| 20 august 2024 16:00 | Mosor 9 | (13–9)  | Gunnthórsdóttir 4 | Sala Colegiului Vocațional și Tehnic, Chuzhou Asistență: 380 Arbitri: Haggui, Haggui |
| 20 august 2024 16:00 | 2×      | Raport  | 3× 1×             | Sala Colegiului Vocațional și Tehnic, Chuzhou Asistență: 380 Arbitri: Haggui, Haggui |

| 20 august 2024 18:00 | Egipt                 | 18 – 12 | Guineea          | Sala Colegiului Vocațional și Tehnic, Chuzhou Asistență: 350 Arbitri: Watson, Welin |
| 20 august 2024 18:00 | Mahmoud, Safeyelden 5 | (14–5)  | trei jucătoare 2 | Sala Colegiului Vocațional și Tehnic, Chuzhou Asistență: 350 Arbitri: Watson, Welin |
| 20 august 2024 18:00 | 4×                    | Raport  | 9×               | Sala Colegiului Vocațional și Tehnic, Chuzhou Asistență: 350 Arbitri: Watson, Welin |

## Grupele principale
Echipele au avansat din faza grupelor păstrându-și punctele obținute în meciurile împotriva celorlalte echipe din aceeași grupă. 

### Grupa I
| Loc | Echipa     | MJ | V | E | Î | GM | GP | DG | Pct | Calificare                         |
| --- | ---------- | -- | - | - | - | -- | -- | -- | --- | ---------------------------------- |
| 1   | Croația    | 3  | 2 | 1 | 0 | 62 | 54 | +8 | 5   | Sferturile de finală               |
| 2   | Serbia     | 3  | 2 | 0 | 1 | 66 | 59 | +7 | 4   | Sferturile de finală               |
| 3   | Muntenegru | 3  | 0 | 2 | 1 | 51 | 57 | −6 | 2   | Semifinalele pentru locurile 9–12  |
| 4   | Suedia     | 3  | 0 | 1 | 2 | 63 | 72 | −9 | 1   | Semifinalele pentru locurile 13–16 |

| 18 august 2024 12:00 | Suedia            | 19 – 19 | Muntenegru  | Sala Internațională de Handbal, Chuzhou Asistență: 76 Arbitri: Godoy, Magalhães |
| 18 august 2024 12:00 | cinci jucătoare 3 | (9–8)   | Ramusović 5 | Sala Internațională de Handbal, Chuzhou Asistență: 76 Arbitri: Godoy, Magalhães |
| 18 august 2024 12:00 | 3×                | Raport  | 5×          | Sala Internațională de Handbal, Chuzhou Asistență: 76 Arbitri: Godoy, Magalhães |

| 18 august 2024 14:00 | Croația   | 20 – 17 | Serbia        | Sala Internațională de Handbal, Chuzhou Asistență: 226 Arbitri: Araújo, Perdomo |
| 18 august 2024 14:00 | Vuković 4 | (10–9)  | Nedeljković 4 | Sala Internațională de Handbal, Chuzhou Asistență: 226 Arbitri: Araújo, Perdomo |
| 18 august 2024 14:00 | 1× 2×     | Raport  | 5× 1×         | Sala Internațională de Handbal, Chuzhou Asistență: 226 Arbitri: Araújo, Perdomo |

| 20 august 2024 14:00 | Suedia     | 19 – 24 | Croația  | Centrul Sportiv Olimpic, Chuzhou Asistență: 200 Arbitri: Bolic, Hurich |
| 20 august 2024 14:00 | Huselius 9 | (10–12) | Brusić 5 | Centrul Sportiv Olimpic, Chuzhou Asistență: 200 Arbitri: Bolic, Hurich |
| 20 august 2024 14:00 | 1×         | Raport  | 3× 1×    | Centrul Sportiv Olimpic, Chuzhou Asistență: 200 Arbitri: Bolic, Hurich |

| 20 august 2024 16:00 | Serbia                | 20 – 14 | Muntenegru  | Centrul Sportiv Olimpic, Chuzhou Asistență: 200 Arbitri: Correa, Conberse |
| 20 august 2024 16:00 | Nedeljković, Stanić 5 | (9–5)   | Ramusović 6 | Centrul Sportiv Olimpic, Chuzhou Asistență: 200 Arbitri: Correa, Conberse |
| 20 august 2024 16:00 | 4×                    | Raport  | 5× 1×       | Centrul Sportiv Olimpic, Chuzhou Asistență: 200 Arbitri: Correa, Conberse |

### Grupa a II-a
| Loc | Echipa        | MJ | V | E | Î | GM | GP | DG  | Pct | Calificare                         |
| --- | ------------- | -- | - | - | - | -- | -- | --- | --- | ---------------------------------- |
| 1   | Franța        | 3  | 2 | 0 | 1 | 83 | 66 | +17 | 4   | Sferturile de finală               |
| 2   | Japonia       | 3  | 2 | 0 | 1 | 85 | 72 | +13 | 4   | Sferturile de finală               |
| 3   | Brazilia      | 3  | 1 | 0 | 2 | 60 | 86 | −26 | 2   | Semifinalele pentru locurile 9–12  |
| 4   | Țările de Jos | 3  | 1 | 0 | 2 | 73 | 77 | −4  | 2   | Semifinalele pentru locurile 13–16 |

1. 1 2  Japonia 24–26 Franța
2. 1 2  Țările de Jos 22–23 Brazilia

| 18 august 2024 16:00 | Japonia     | 30 – 19 | Brazilia          | Sala Internațională de Handbal, Chuzhou Asistență: 120 Arbitri: Diop, Faye |
| 18 august 2024 16:00 | Matsumoto 9 | (14–12) | Da Silva, Kozar 3 | Sala Internațională de Handbal, Chuzhou Asistență: 120 Arbitri: Diop, Faye |
| 18 august 2024 16:00 | 2× 1×       | Raport  |                   | Sala Internațională de Handbal, Chuzhou Asistență: 120 Arbitri: Diop, Faye |

| 18 august 2024 18:00 | Franța   | 23 – 24 | Țările de Jos | Sala Internațională de Handbal, Chuzhou Asistență: 398 Arbitri: Al-Enezi, Al-Naseem |
| 18 august 2024 18:00 | Kingue 6 | (8–11)  | Horvers 7     | Sala Internațională de Handbal, Chuzhou Asistență: 398 Arbitri: Al-Enezi, Al-Naseem |
| 18 august 2024 18:00 | 2×       | Raport  | 2×            | Sala Internațională de Handbal, Chuzhou Asistență: 398 Arbitri: Al-Enezi, Al-Naseem |

| 20 august 2024 14:00 | Țările de Jos     | 22 – 23 | Brazilia | Sala Internațională de Handbal, Chuzhou Asistență: 150 Arbitri: Fremstad, Jørstad |
| 20 august 2024 14:00 | patru jucătoare 3 | (10–11) | Ladeia 9 | Sala Internațională de Handbal, Chuzhou Asistență: 150 Arbitri: Fremstad, Jørstad |
| 20 august 2024 14:00 | 2×                | Raport  | 2×       | Sala Internațională de Handbal, Chuzhou Asistență: 150 Arbitri: Fremstad, Jørstad |

| 20 august 2024 16:00 | Japonia    | 24 – 26 | Franța  | Sala Internațională de Handbal, Chuzhou Asistență: 200 Arbitri: Godoy, Magalhães |
| 20 august 2024 16:00 | Nakamura 7 | (11–11) | Abdou 7 | Sala Internațională de Handbal, Chuzhou Asistență: 200 Arbitri: Godoy, Magalhães |
| 20 august 2024 16:00 | 1×         | Raport  | 1×      | Sala Internațională de Handbal, Chuzhou Asistență: 200 Arbitri: Godoy, Magalhães |

### Grupa a III-a
| Loc | Echipa    | MJ | V | E | Î | GM | GP | DG  | Pct | Calificare                         |
| --- | --------- | -- | - | - | - | -- | -- | --- | --- | ---------------------------------- |
| 1   | Ungaria   | 3  | 3 | 0 | 0 | 83 | 73 | +10 | 6   | Sferturile de finală               |
| 2   | Danemarca | 3  | 2 | 0 | 1 | 82 | 74 | +8  | 4   | Sferturile de finală               |
| 3   | Norvegia  | 3  | 1 | 0 | 2 | 78 | 83 | −5  | 2   | Semifinalele pentru locurile 9–12  |
| 4   | China (H) | 3  | 0 | 0 | 3 | 68 | 81 | −13 | 0   | Semifinalele pentru locurile 13–16 |

| 19 august 2024 16:00 | Danemarca | 29 – 25 | Norvegia | Sala Internațională de Handbal, Chuzhou Asistență: 350 Arbitri: Kažanegra, Vujačić |
| 19 august 2024 16:00 | Norskov 7 | (15–17) | With 9   | Sala Internațională de Handbal, Chuzhou Asistență: 350 Arbitri: Kažanegra, Vujačić |
| 19 august 2024 16:00 | 2×        | Raport  | 3×       | Sala Internațională de Handbal, Chuzhou Asistență: 350 Arbitri: Kažanegra, Vujačić |

| 19 august 2024 18:00 | Ungaria    | 26 – 22 | China | Sala Internațională de Handbal, Chuzhou Asistență: 3104 Arbitri: El-Beltagy, Mahmoud |
| 19 august 2024 18:00 | Fazekas 12 | (14–11) | Pan 5 | Sala Internațională de Handbal, Chuzhou Asistență: 3104 Arbitri: El-Beltagy, Mahmoud |
| 19 august 2024 18:00 | 1×         | Raport  | 2×    | Sala Internațională de Handbal, Chuzhou Asistență: 3104 Arbitri: El-Beltagy, Mahmoud |

| 20 august 2024 18:00 | China   | 24 – 27 | Norvegia                | Sala Internațională de Handbal, Chuzhou Asistență: 5680 Arbitri: Ismoilov, Ismoilov |
| 20 august 2024 18:00 | Liang 7 | (12–13) | Ekerhovd, Halldorsson 5 | Sala Internațională de Handbal, Chuzhou Asistență: 5680 Arbitri: Ismoilov, Ismoilov |
| 20 august 2024 18:00 | 2×      | Raport  | 5×                      | Sala Internațională de Handbal, Chuzhou Asistență: 5680 Arbitri: Ismoilov, Ismoilov |

| 20 august 2024 20:00 | Danemarca    | 25 – 27 | Ungaria          | Sala Internațională de Handbal, Chuzhou Asistență: 200 Arbitri: Fabryczny, Rawicki |
| 20 august 2024 20:00 | Plougstrup 9 | (14–13) | trei jucătoare 5 | Sala Internațională de Handbal, Chuzhou Asistență: 200 Arbitri: Fabryczny, Rawicki |
| 20 august 2024 20:00 | 5× 1×        | Raport  | 2×               | Sala Internațională de Handbal, Chuzhou Asistență: 200 Arbitri: Fabryczny, Rawicki |

### Grupa a IV-a
| Loc | Echipa   | MJ | V | E | Î | GM | GP | DG  | Pct | Calificare                         |
| --- | -------- | -- | - | - | - | -- | -- | --- | --- | ---------------------------------- |
| 1   | Spania   | 3  | 3 | 0 | 0 | 76 | 61 | +15 | 6   | Sferturile de finală               |
| 2   | Germania | 3  | 1 | 1 | 1 | 77 | 71 | +6  | 3   | Sferturile de finală               |
| 3   | Cehia    | 3  | 1 | 0 | 2 | 60 | 74 | −14 | 2   | Semifinalele pentru locurile 9–12  |
| 4   | Elveția  | 3  | 0 | 1 | 2 | 59 | 66 | −7  | 1   | Semifinalele pentru locurile 13–16 |

| 19 august 2024 12:00 | Spania              | 26 – 19 | Cehia     | Sala Internațională de Handbal, Chuzhou Asistență: 80 Arbitri: Metalari, Nikolovski |
| 19 august 2024 12:00 | García, Rodríguez 4 | (13–10) | Rampová 5 | Sala Internațională de Handbal, Chuzhou Asistență: 80 Arbitri: Metalari, Nikolovski |
| 19 august 2024 12:00 | 3×                  | Raport  | 3×        | Sala Internațională de Handbal, Chuzhou Asistență: 80 Arbitri: Metalari, Nikolovski |

| 19 august 2024 14:00 | Germania           | 23 – 23 | Elveția   | Sala Internațională de Handbal, Chuzhou Asistență: 120 Arbitri: Altmár, Horváth |
| 19 august 2024 14:00 | Klocke, Tucholke 5 | (14–12) | Baumann 7 | Sala Internațională de Handbal, Chuzhou Asistență: 120 Arbitri: Altmár, Horváth |
| 19 august 2024 14:00 | 4×                 | Raport  | 1×        | Sala Internațională de Handbal, Chuzhou Asistență: 120 Arbitri: Altmár, Horváth |

| 20 august 2024 18:00 | Spania         | 25 – 21 | Germania    | Centrul Sportiv Olimpic, Chuzhou Asistență: 300 Arbitri: Hansen, Jensen |
| 20 august 2024 18:00 | B. Rodríguez 5 | (14–13) | Tucholke 10 | Centrul Sportiv Olimpic, Chuzhou Asistență: 300 Arbitri: Hansen, Jensen |
| 20 august 2024 18:00 | 2× 1×          | Raport  | 2×          | Centrul Sportiv Olimpic, Chuzhou Asistență: 300 Arbitri: Hansen, Jensen |

| 20 august 2024 20:00 | Elveția   | 15 – 18 | Cehia     | Centrul Sportiv Olimpic, Chuzhou Asistență: 300 Arbitri: Diop, Faye |
| 20 august 2024 20:00 | Grüring 6 | (6–12)  | Rampová 4 | Centrul Sportiv Olimpic, Chuzhou Asistență: 300 Arbitri: Diop, Faye |
| 20 august 2024 20:00 | 2×        | Raport  | 2× 1×     | Centrul Sportiv Olimpic, Chuzhou Asistență: 300 Arbitri: Diop, Faye |

## Meciurile de clasament

### Locurile 29–32
|  | Semifinalele pentru locurile 29–32 | Semifinalele pentru locurile 29–32 |                        |    | Meciul pentru locul 29 | Meciul pentru locul 29 |
|  |                                    |                                    |                        |    |                        |                        |
|  | 22 august 2024                     |                                    |                        |    |                        |                        |
|  |                                    |                                    |                        |    |                        |                        |
|  | Chile                              | 29                                 |                        |    |                        |                        |
|  | Chile                              | 29                                 | 23 august 2024         |    |                        |                        |
|  | Groenlanda                         | 24                                 |                        |    |                        |                        |
|  | Groenlanda                         | 24                                 | Chile                  | 19 |                        |                        |
|  | 22 august 2024                     |                                    | Chile                  | 19 |                        |                        |
|  |                                    | Guineea                            | 18                     |    |                        |                        |
|  | Canada                             | Guineea                            | 18                     | 21 |                        |                        |
|  | Canada                             |                                    |                        | 21 |                        |                        |
|  | Guineea                            | 31                                 |                        |    |                        |                        |
|  | Guineea                            | 31                                 | Meciul pentru locul 31 |    |                        |                        |
|  |                                    |                                    |                        |    |                        |                        |
|  | 23 august 2024                     |                                    |                        |    |                        |                        |
|  |                                    |                                    |                        |    |                        |                        |
|  | Groenlanda                         | 18                                 |                        |    |                        |                        |
|  | Groenlanda                         | 18                                 |                        |    |                        |                        |
|  | Canada                             | 27                                 |                        |    |                        |                        |

#### Semifinalele pentru locurile 29–32
| 22 august 2024 11:15 | Canada           | 21 – 31 | Guineea             | Sala Colegiului Vocațional și Tehnic, Chuzhou Asistență: 300 Arbitri: Correa, Conberse |
| 22 august 2024 11:15 | Leclair, Rioux 5 | (9–18)  | Camara, Koumbassa 7 | Sala Colegiului Vocațional și Tehnic, Chuzhou Asistență: 300 Arbitri: Correa, Conberse |
| 22 august 2024 11:15 | 3× 2×            | Raport  | 5×                  | Sala Colegiului Vocațional și Tehnic, Chuzhou Asistență: 300 Arbitri: Correa, Conberse |

| 22 august 2024 13:30 | Chile    | 29 – 24 | Groenlanda   | Sala Colegiului Vocațional și Tehnic, Chuzhou Asistență: 250 Arbitri: Bolic, Hurich |
| 22 august 2024 13:30 | Lizana 8 | (13–11) | Bjørnestad 7 | Sala Colegiului Vocațional și Tehnic, Chuzhou Asistență: 250 Arbitri: Bolic, Hurich |
| 22 august 2024 13:30 |          | Raport  | 1×           | Sala Colegiului Vocațional și Tehnic, Chuzhou Asistență: 250 Arbitri: Bolic, Hurich |

#### Meciul pentru locul 31
| 23 august 2024 11:15 | Groenlanda   | 18 – 27 | Canada      | Sala Colegiului Vocațional și Tehnic, Chuzhou Asistență: 280 Arbitri: El-Beltagy, Mahmoud |
| 23 august 2024 11:15 | Bjørnestad 6 | (9–13)  | Boisclair 6 | Sala Colegiului Vocațional și Tehnic, Chuzhou Asistență: 280 Arbitri: El-Beltagy, Mahmoud |
| 23 august 2024 11:15 | 1×           | Raport  | 4×          | Sala Colegiului Vocațional și Tehnic, Chuzhou Asistență: 280 Arbitri: El-Beltagy, Mahmoud |

#### Meciul pentru locul 29
| 23 august 2024 13:30 | Chile     | 19 – 18 | Guineea     | Sala Colegiului Vocațional și Tehnic, Chuzhou Asistență: 300 Arbitri: Duplii, Pobedrina |
| 23 august 2024 13:30 | Larenas 5 | (11–11) | Koumbassa 6 | Sala Colegiului Vocațional și Tehnic, Chuzhou Asistență: 300 Arbitri: Duplii, Pobedrina |
| 23 august 2024 13:30 | 2×        | Raport  | 7×          | Sala Colegiului Vocațional și Tehnic, Chuzhou Asistență: 300 Arbitri: Duplii, Pobedrina |

### Locurile 25–28
|  | Semifinalele pentru locurile 25–28 | Semifinalele pentru locurile 25–28 |                        |    | Meciul pentru locul 25 | Meciul pentru locul 25 |
|  |                                    |                                    |                        |    |                        |                        |
|  | 22 august 2024                     |                                    |                        |    |                        |                        |
|  |                                    |                                    |                        |    |                        |                        |
|  | Angola                             | 22                                 |                        |    |                        |                        |
|  | Angola                             | 22                                 | 23 august 2024         |    |                        |                        |
|  | Kazahstan                          | 20                                 |                        |    |                        |                        |
|  | Kazahstan                          | 20                                 | Angola                 | 21 |                        |                        |
|  | 22 august 2024                     |                                    | Angola                 | 21 |                        |                        |
|  |                                    | Islanda                            | 36                     |    |                        |                        |
|  | India                              | Islanda                            | 36                     | 15 |                        |                        |
|  | India                              |                                    |                        | 15 |                        |                        |
|  | Islanda                            | 33                                 |                        |    |                        |                        |
|  | Islanda                            | 33                                 | Meciul pentru locul 27 |    |                        |                        |
|  |                                    |                                    |                        |    |                        |                        |
|  | 23 august 2024                     |                                    |                        |    |                        |                        |
|  |                                    |                                    |                        |    |                        |                        |
|  | Kazahstan                          | 29                                 |                        |    |                        |                        |
|  | Kazahstan                          | 29                                 |                        |    |                        |                        |
|  | India                              | 22                                 |                        |    |                        |                        |

#### Semifinalele pentru locurile 25–28
| 22 august 2024 15:45 | India    | 15 – 33 | Islanda           | Sala Colegiului Vocațional și Tehnic, Chuzhou Asistență: 400 Arbitri: Al-Shahi, Al-Wahibi |
| 22 august 2024 15:45 | Sujata 7 | (4–17)  | Hrafnkelsdóttir 7 | Sala Colegiului Vocațional și Tehnic, Chuzhou Asistență: 400 Arbitri: Al-Shahi, Al-Wahibi |
| 22 august 2024 15:45 | 2×       | Raport  | 1×                | Sala Colegiului Vocațional și Tehnic, Chuzhou Asistență: 400 Arbitri: Al-Shahi, Al-Wahibi |

| 22 august 2024 18:00 | Angola  | 22 – 20 | Kazahstan | Sala Colegiului Vocațional și Tehnic, Chuzhou Asistență: 400 Arbitri: Fabryczny, Rawicki |
| 22 august 2024 18:00 | Nunda 9 | (11–7)  | Paley 5   | Sala Colegiului Vocațional și Tehnic, Chuzhou Asistență: 400 Arbitri: Fabryczny, Rawicki |
| 22 august 2024 18:00 | 3×      | Raport  |           | Sala Colegiului Vocațional și Tehnic, Chuzhou Asistență: 400 Arbitri: Fabryczny, Rawicki |

#### Meciul pentru locul 27
| 23 august 2024 15:45 | Kazahstan | 29 – 22 | India   | Sala Colegiului Vocațional și Tehnic, Chuzhou Asistență: 500 Arbitri: Pîrvu, Potîrniche |
| 23 august 2024 15:45 | Tursyn 10 | (12–9)  | Kafhi 9 | Sala Colegiului Vocațional și Tehnic, Chuzhou Asistență: 500 Arbitri: Pîrvu, Potîrniche |
| 23 august 2024 15:45 | 5×        | Raport  | 5×      | Sala Colegiului Vocațional și Tehnic, Chuzhou Asistență: 500 Arbitri: Pîrvu, Potîrniche |

#### Meciul pentru locul 25
| 23 august 2024 18:00 | Angola  | 21 – 36 | Islanda      | Sala Colegiului Vocațional și Tehnic, Chuzhou Asistență: 600 Arbitri: Godoy, Magalhães |
| 23 august 2024 18:00 | Nunda 9 | (11–18) | Pálsdóttir 6 | Sala Colegiului Vocațional și Tehnic, Chuzhou Asistență: 600 Arbitri: Godoy, Magalhães |
| 23 august 2024 18:00 | 1×      | Raport  |              | Sala Colegiului Vocațional și Tehnic, Chuzhou Asistență: 600 Arbitri: Godoy, Magalhães |

### Locurile 21–24
|  | Semifinalele pentru locurile 21–24 | Semifinalele pentru locurile 21–24 |                        |    | Meciul pentru locul 21 | Meciul pentru locul 21 |
|  |                                    |                                    |                        |    |                        |                        |
|  | 22 august 2024                     |                                    |                        |    |                        |                        |
|  |                                    |                                    |                        |    |                        |                        |
|  | Nigeria                            | 22                                 |                        |    |                        |                        |
|  | Nigeria                            | 22                                 | 23 august 2024         |    |                        |                        |
|  | Taipeiul Chinez                    | 29                                 |                        |    |                        |                        |
|  | Taipeiul Chinez                    | 29                                 | Taipeiul Chinez        | 24 |                        |                        |
|  | 22 august 2024                     |                                    | Taipeiul Chinez        | 24 |                        |                        |
|  |                                    | Egipt                              | 42                     |    |                        |                        |
|  | Kosovo                             | Egipt                              | 42                     | 22 |                        |                        |
|  | Kosovo                             |                                    |                        | 22 |                        |                        |
|  | Egipt                              | 29                                 |                        |    |                        |                        |
|  | Egipt                              | 29                                 | Meciul pentru locul 23 |    |                        |                        |
|  |                                    |                                    |                        |    |                        |                        |
|  | 23 august 2024                     |                                    |                        |    |                        |                        |
|  |                                    |                                    |                        |    |                        |                        |
|  | Nigeria                            | 18                                 |                        |    |                        |                        |
|  | Nigeria                            | 18                                 |                        |    |                        |                        |
|  | Kosovo                             | 21                                 |                        |    |                        |                        |

#### Semifinalele pentru locurile 21–24
| 22 august 2024 09:00 | Nigeria    | 22 – 29 | Taipeiul Chinez | Centrul Sportiv Olimpic, Chuzhou Asistență: 100 Arbitri: Altmár, Horváth |
| 22 august 2024 09:00 | Oparaugo 6 | (7–13)  | Lin C. 11       | Centrul Sportiv Olimpic, Chuzhou Asistență: 100 Arbitri: Altmár, Horváth |
| 22 august 2024 09:00 | 4×         | Raport  | 1×              | Centrul Sportiv Olimpic, Chuzhou Asistență: 100 Arbitri: Altmár, Horváth |

| 22 august 2024 11:15 | Kosovo   | 22 – 29 | Egipt          | Centrul Sportiv Olimpic, Chuzhou Asistență: 100 Arbitri: Pîrvu, Potîrniche |
| 22 august 2024 11:15 | Imeraj 7 | (8–14)  | Waled Ghonim 8 | Centrul Sportiv Olimpic, Chuzhou Asistență: 100 Arbitri: Pîrvu, Potîrniche |
| 22 august 2024 11:15 | 6× 1×    | Raport  | 5×             | Centrul Sportiv Olimpic, Chuzhou Asistență: 100 Arbitri: Pîrvu, Potîrniche |

#### Meciul pentru locul 23
| 23 august 2024 09:00 | Nigeria     | 18 – 21 | Kosovo   | Centrul Sportiv Olimpic, Chuzhou Asistență: 100 Arbitri: Ismoilov, Ismoilov |
| 23 august 2024 09:00 | Babatunde 6 | (7–7)   | Dresh 10 | Centrul Sportiv Olimpic, Chuzhou Asistență: 100 Arbitri: Ismoilov, Ismoilov |
| 23 august 2024 09:00 | 5× 1×       | Raport  | 5×       | Centrul Sportiv Olimpic, Chuzhou Asistență: 100 Arbitri: Ismoilov, Ismoilov |

#### Meciul pentru locul 21
| 23 august 2024 11:15 | Taipeiul Chinez  | 24 – 42 | Egipt     | Centrul Sportiv Olimpic, Chuzhou Asistență: 150 Arbitri: Diop, Faye |
| 23 august 2024 11:15 | Hsu F., Lin C. 4 | (10–23) | Mohamed 6 | Centrul Sportiv Olimpic, Chuzhou Asistență: 150 Arbitri: Diop, Faye |
| 23 august 2024 11:15 | 4×               | Raport  |           | Centrul Sportiv Olimpic, Chuzhou Asistență: 150 Arbitri: Diop, Faye |

### Locurile 17–20
|  | Semifinalele pentru locurile 17–20 | Semifinalele pentru locurile 17–20 |                        |    | Meciul pentru locul 17 | Meciul pentru locul 17 |
|  |                                    |                                    |                        |    |                        |                        |
|  | 22 august 2024                     |                                    |                        |    |                        |                        |
|  |                                    |                                    |                        |    |                        |                        |
|  | Austria                            | 23                                 |                        |    |                        |                        |
|  | Austria                            | 23                                 | 23 august 2024         |    |                        |                        |
|  | Argentina                          | 25                                 |                        |    |                        |                        |
|  | Argentina                          | 25                                 | Argentina              | 19 |                        |                        |
|  | 22 august 2024                     |                                    | Argentina              | 19 |                        |                        |
|  |                                    | România                            | 25                     |    |                        |                        |
|  | Coreea de Sud                      | România                            | 25                     | 31 |                        |                        |
|  | Coreea de Sud                      |                                    |                        | 31 |                        |                        |
|  | România                            | 32                                 |                        |    |                        |                        |
|  | România                            | 32                                 | Meciul pentru locul 19 |    |                        |                        |
|  |                                    |                                    |                        |    |                        |                        |
|  | 23 august 2024                     |                                    |                        |    |                        |                        |
|  |                                    |                                    |                        |    |                        |                        |
|  | Austria                            | 27                                 |                        |    |                        |                        |
|  | Austria                            | 27                                 |                        |    |                        |                        |
|  | Coreea de Sud                      | 32                                 |                        |    |                        |                        |

#### Semifinalele pentru locurile 17–20
| 22 august 2024 09:00 | Austria  | 23 – 25 | Argentina | Sala Internațională de Handbal, Chuzhou Asistență: 150 Arbitri: Ismoilov, Ismoilov |
| 22 august 2024 09:00 | Baljak 7 | (11–12) | Molina 9  | Sala Internațională de Handbal, Chuzhou Asistență: 150 Arbitri: Ismoilov, Ismoilov |
| 22 august 2024 09:00 | 3×       | Raport  | 4×        | Sala Internațională de Handbal, Chuzhou Asistență: 150 Arbitri: Ismoilov, Ismoilov |

| 22 august 2024 11:15 | Coreea de Sud | 31 – 32 | România  | Centrul Sportiv Olimpic, Chuzhou Asistență: 100 Arbitri: Diop, Faye |
| 22 august 2024 11:15 | Lee Y. 10     | (13–13) | Șerban 9 | Centrul Sportiv Olimpic, Chuzhou Asistență: 100 Arbitri: Diop, Faye |
| 22 august 2024 11:15 | 2×            | Raport  | 5×       | Centrul Sportiv Olimpic, Chuzhou Asistență: 100 Arbitri: Diop, Faye |

#### Meciul pentru locul 19
| 23 august 2024 09:00 | Austria     | 27 – 32 | Coreea de Sud | Sala Internațională de Handbal, Chuzhou Asistență: 100 Arbitri: Picard, Vauchez |
| 23 august 2024 09:00 | Polanszky 6 | (12–15) | Lee Y. 9      | Sala Internațională de Handbal, Chuzhou Asistență: 100 Arbitri: Picard, Vauchez |
| 23 august 2024 09:00 | 1×          | Raport  | 4×            | Sala Internațională de Handbal, Chuzhou Asistență: 100 Arbitri: Picard, Vauchez |

#### Meciul pentru locul 17
| 23 august 2024 11:15 | Argentina | 19 – 25 | România | Sala Internațională de Handbal, Chuzhou Asistență: 100 Arbitri: Watson, Welin |
| 23 august 2024 11:15 | Molina 7  | (12–12) | Niță 8  | Sala Internațională de Handbal, Chuzhou Asistență: 100 Arbitri: Watson, Welin |
| 23 august 2024 11:15 | 5× 1×     | Raport  | 5×      | Sala Internațională de Handbal, Chuzhou Asistență: 100 Arbitri: Watson, Welin |

### Locurile 13–16
|  | Semifinalele pentru locurile 13–16 | Semifinalele pentru locurile 13–16 |                        |    | Meciul pentru locul 13 | Meciul pentru locul 13 |
|  |                                    |                                    |                        |    |                        |                        |
|  | 22 august 2024                     |                                    |                        |    |                        |                        |
|  |                                    |                                    |                        |    |                        |                        |
|  | Suedia                             | 33                                 |                        |    |                        |                        |
|  | Suedia                             | 33                                 | 23 august 2024         |    |                        |                        |
|  | China                              | 27                                 |                        |    |                        |                        |
|  | China                              | 27                                 | Suedia                 | 27 |                        |                        |
|  | 22 august 2024                     |                                    | Suedia                 | 27 |                        |                        |
|  |                                    | Elveția                            | 25                     |    |                        |                        |
|  | Țările de Jos                      | Elveția                            | 25                     | 25 |                        |                        |
|  | Țările de Jos                      |                                    |                        | 25 |                        |                        |
|  | Elveția                            | 26                                 |                        |    |                        |                        |
|  | Elveția                            | 26                                 | Meciul pentru locul 15 |    |                        |                        |
|  |                                    |                                    |                        |    |                        |                        |
|  | 23 august 2024                     |                                    |                        |    |                        |                        |
|  |                                    |                                    |                        |    |                        |                        |
|  | China                              | 24                                 |                        |    |                        |                        |
|  | China                              | 24                                 |                        |    |                        |                        |
|  | Țările de Jos                      | 23                                 |                        |    |                        |                        |

#### Semifinalele pentru locurile 13–16
| 22 august 2024 13:30 | Țările de Jos | 25 – 26 | Elveția    | Centrul Sportiv Olimpic, Chuzhou Asistență: 210 Arbitri: Kažanegra, Vujačić |
| 22 august 2024 13:30 | Portengen 7   | (11–14) | Baumann 14 | Centrul Sportiv Olimpic, Chuzhou Asistență: 210 Arbitri: Kažanegra, Vujačić |
| 22 august 2024 13:30 | 4×            | Raport  | 1×         | Centrul Sportiv Olimpic, Chuzhou Asistență: 210 Arbitri: Kažanegra, Vujačić |

| 22 august 2024 15:45 | Suedia     | 33 – 27 | China      | Centrul Sportiv Olimpic, Chuzhou Asistență: 2005 Arbitri: Metalari, Nikolovski |
| 22 august 2024 15:45 | Huselius 5 | (17–11) | Huang Z. 6 | Centrul Sportiv Olimpic, Chuzhou Asistență: 2005 Arbitri: Metalari, Nikolovski |
| 22 august 2024 15:45 | 1×         | Raport  | 2× 1×      | Centrul Sportiv Olimpic, Chuzhou Asistență: 2005 Arbitri: Metalari, Nikolovski |

#### Meciul pentru locul 15
| 23 august 2024 13:30 | China      | 24 – 23 | Țările de Jos | Centrul Sportiv Olimpic, Chuzhou Asistență: 1,000 Arbitri: El Gahss, El Malwane |
| 23 august 2024 13:30 | Huang Z. 7 | (13–15) | Schouten 6    | Centrul Sportiv Olimpic, Chuzhou Asistență: 1,000 Arbitri: El Gahss, El Malwane |
| 23 august 2024 13:30 |            | Raport  | 5× 1×         | Centrul Sportiv Olimpic, Chuzhou Asistență: 1,000 Arbitri: El Gahss, El Malwane |

#### Meciul pentru locul 13
| 23 august 2024 15:45 | Suedia     | 27 – 25 | Elveția      | Centrul Sportiv Olimpic, Chuzhou Asistență: 300 Arbitri: Altmár, Horváth |
| 23 august 2024 15:45 | Huselius 7 | (10–8)  | Emmenegger 8 | Centrul Sportiv Olimpic, Chuzhou Asistență: 300 Arbitri: Altmár, Horváth |
| 23 august 2024 15:45 | 3× 1×      | Raport  | 3×           | Centrul Sportiv Olimpic, Chuzhou Asistență: 300 Arbitri: Altmár, Horváth |

### Locurile 9–12
|  | Semifinalele pentru locurile 9–12 | Semifinalele pentru locurile 9–12 |                        |    | Meciul pentru locul 9 | Meciul pentru locul 9 |
|  |                                   |                                   |                        |    |                       |                       |
|  | 22 august 2024                    |                                   |                        |    |                       |                       |
|  |                                   |                                   |                        |    |                       |                       |
|  | Muntenegru                        | 23                                |                        |    |                       |                       |
|  | Muntenegru                        | 23                                | 23 august 2024         |    |                       |                       |
|  | Norvegia                          | 30                                |                        |    |                       |                       |
|  | Norvegia                          | 30                                | Norvegia               | 24 |                       |                       |
|  | 22 august 2024                    |                                   | Norvegia               | 24 |                       |                       |
|  |                                   | Cehia                             | 29                     |    |                       |                       |
|  | Brazilia                          | Cehia                             | 29                     | 24 |                       |                       |
|  | Brazilia                          |                                   |                        | 24 |                       |                       |
|  | Cehia                             | 25                                |                        |    |                       |                       |
|  | Cehia                             | 25                                | Meciul pentru locul 11 |    |                       |                       |
|  |                                   |                                   |                        |    |                       |                       |
|  | 23 august 2024                    |                                   |                        |    |                       |                       |
|  |                                   |                                   |                        |    |                       |                       |
|  | Muntenegru                        | 21                                |                        |    |                       |                       |
|  | Muntenegru                        | 21                                |                        |    |                       |                       |
|  | Brazilia                          | 28                                |                        |    |                       |                       |

#### Semifinalele pentru locurile 9–12
| 22 august 2024 13:30 | Muntenegru | 23 – 30 | Norvegia     | Sala Internațională de Handbal, Chuzhou Asistență: 150 Arbitri: Cheng, Zhou |
| 22 august 2024 13:30 | Mitrović 6 | (13–16) | Haldorsson 8 | Sala Internațională de Handbal, Chuzhou Asistență: 150 Arbitri: Cheng, Zhou |
| 22 august 2024 13:30 | 2×         | Raport  | 3×           | Sala Internațională de Handbal, Chuzhou Asistență: 150 Arbitri: Cheng, Zhou |

| 22 august 2024 15:45 | Brazilia        | 24 – 25 | Cehia      | Sala Internațională de Handbal, Chuzhou Asistență: 200 Arbitri: El Gahss, El Malwane |
| 22 august 2024 15:45 | Nunes, Fúculo 4 | (16–13) | Rampová 11 | Sala Internațională de Handbal, Chuzhou Asistență: 200 Arbitri: El Gahss, El Malwane |
| 22 august 2024 15:45 | 4×              | Raport  | 3×         | Sala Internațională de Handbal, Chuzhou Asistență: 200 Arbitri: El Gahss, El Malwane |

#### Meciul pentru locul 11
| 23 august 2024 13:30 | Muntenegru  | 21 – 28 | Brazilia | Sala Internațională de Handbal, Chuzhou Asistență: 100 Arbitri: Haggui, Haggui |
| 23 august 2024 13:30 | Ramusović 6 | (10–10) | Souza 7  | Sala Internațională de Handbal, Chuzhou Asistență: 100 Arbitri: Haggui, Haggui |
| 23 august 2024 13:30 | 2×          | Raport  | 3×       | Sala Internațională de Handbal, Chuzhou Asistență: 100 Arbitri: Haggui, Haggui |

#### Meciul pentru locul 9
| 23 august 2024 15:45 | Norvegia | 24 – 29 | Cehia     | Sala Internațională de Handbal, Chuzhou Asistență: 300 Arbitri: Metalari, Nikolovski |
| 23 august 2024 15:45 | Breen 5  | (10–15) | Vrbková 6 | Sala Internațională de Handbal, Chuzhou Asistență: 300 Arbitri: Metalari, Nikolovski |
| 23 august 2024 15:45 | 1×       | Raport  | 1×        | Sala Internațională de Handbal, Chuzhou Asistență: 300 Arbitri: Metalari, Nikolovski |

## Fazele eliminatorii

### Etapele fazelor eliminatorii
|  | Sferturile de finală | Sferturile de finală |           |    | Semifinalele | Semifinalele |  |  | Finala | Finala |
|  |                      |                      |           |    |              |              |  |  |        |        |
|  | 22 august 2024       |                      |           |    |              |              |  |  |        |        |
|  |                      |                      |           |    |              |              |  |  |        |        |
|  | Croația              | 20                   |           |    |              |              |  |  |        |        |
|  | Croația              | 20                   | 23 august |    |              |              |  |  |        |        |
|  | Danemarca            | 25                   |           |    |              |              |  |  |        |        |
|  | Danemarca            | 25                   | Danemarca | 21 |              |              |  |  |        |        |
|  | 22 august 2024       |                      | Danemarca | 21 |              |              |  |  |        |        |
|  |                      | Franța               | 20        |    |              |              |  |  |        |        |
|  | Franța               | Franța               | 20        | 25 |              |              |  |  |        |        |
|  | Franța               |                      | 25 august | 25 |              |              |  |  |        |        |
|  | Germania             | 23                   |           |    |              |              |  |  |        |        |
|  | Germania             | 23                   | Danemarca | 22 |              |              |  |  |        |        |
|  | 22 august 2024       |                      | Danemarca | 22 |              |              |  |  |        |        |
|  |                      | Spania               | 23        |    |              |              |  |  |        |        |
|  | Ungaria              | Spania               | 23        | 29 |              |              |  |  |        |        |
|  | Ungaria              | 23 august            |           | 29 |              |              |  |  |        |        |
|  | Serbia               | 24                   |           |    |              |              |  |  |        |        |
|  | Serbia               | 24                   | Ungaria   | 16 |              |              |  |  |        |        |
|  | 22 august 2024       |                      | Ungaria   | 16 |              |              |  |  |        |        |
|  |                      | Spania               | 19        |    | Finala mică  | Finala mică  |  |  |        |        |
|  | Spania               | Spania               | 19        | 32 | Finala mică  | Finala mică  |  |  |        |        |
|  | Spania               |                      | 25 august | 32 |              |              |  |  |        |        |
|  | Japonia              | 23                   |           |    |              |              |  |  |        |        |
|  | Japonia              | 23                   | Franța    | 24 |              |              |  |  |        |        |
|  |                      |                      |           |    |              |              |  |  |        |        |
|  | Ungaria              | 25                   |           |    |              |              |  |  |        |        |
|  | Ungaria              | 25                   |           |    |              |              |  |  |        |        |

### Sferturile de finală
| 22 august 2024 18:15 | Ungaria   | 29 – 24 | Serbia    | Centrul Sportiv Olimpic, Chuzhou Asistență: 400 Arbitri: Hansen, Jensen |
| 22 august 2024 18:15 | Fazekas 9 | (16–11) | Radović 5 | Centrul Sportiv Olimpic, Chuzhou Asistență: 400 Arbitri: Hansen, Jensen |
| 22 august 2024 18:15 | 2×        | Raport  | 4×        | Centrul Sportiv Olimpic, Chuzhou Asistență: 400 Arbitri: Hansen, Jensen |

| 22 august 2024 18:15 | Croația   | 20 – 25 | Danemarca | Sala Internațională de Handbal, Chuzhou Asistență: 300 Arbitri: Godoy, Magalhães |
| 22 august 2024 18:15 | Fratnik 9 | (11–12) | Jensen 5  | Sala Internațională de Handbal, Chuzhou Asistență: 300 Arbitri: Godoy, Magalhães |
| 22 august 2024 18:15 | 4× 1×     | Raport  | 2×        | Sala Internațională de Handbal, Chuzhou Asistență: 300 Arbitri: Godoy, Magalhães |

| 22 august 2024 20:45 | Spania                   | 32 – 23 | Japonia     | Centrul Sportiv Olimpic, Chuzhou Asistență: 500 Arbitri: Al-Enezi, Al-Naseem |
| 22 august 2024 20:45 | Regordán, B. Rodríguez 7 | (17–11) | Matsumoto 6 | Centrul Sportiv Olimpic, Chuzhou Asistență: 500 Arbitri: Al-Enezi, Al-Naseem |
| 22 august 2024 20:45 | 1×                       | Raport  |             | Centrul Sportiv Olimpic, Chuzhou Asistență: 500 Arbitri: Al-Enezi, Al-Naseem |

| 22 august 2024 20:45 | Franța   | 25 – 23 | Germania | Sala Internațională de Handbal, Chuzhou Asistență: 300 Arbitri: El-Beltagy, Mahmoud |
| 22 august 2024 20:45 | Kingue 6 | (15–10) | Ott 7    | Sala Internațională de Handbal, Chuzhou Asistență: 300 Arbitri: El-Beltagy, Mahmoud |
| 22 august 2024 20:45 | 1×       | Raport  |          | Sala Internațională de Handbal, Chuzhou Asistență: 300 Arbitri: El-Beltagy, Mahmoud |

### Meciurile de clasament pentru locurile 5–8
|  | Semifinalele pentru locurile 5–8 | Semifinalele pentru locurile 5–8 |                       |    | Meciul pentru locul 5 | Meciul pentru locul 5 |
|  |                                  |                                  |                       |    |                       |                       |
|  | 23 august                        |                                  |                       |    |                       |                       |
|  |                                  |                                  |                       |    |                       |                       |
|  | Croația                          | 23                               |                       |    |                       |                       |
|  | Croația                          | 23                               | 25 august             |    |                       |                       |
|  | Germania                         | 26                               |                       |    |                       |                       |
|  | Germania                         | 26                               | Germania              | 28 |                       |                       |
|  | 23 august                        |                                  | Germania              | 28 |                       |                       |
|  |                                  | Serbia                           | 23                    |    |                       |                       |
|  | Serbia                           | Serbia                           | 23                    | 21 |                       |                       |
|  | Serbia                           |                                  |                       | 21 |                       |                       |
|  | Japonia                          | 20                               |                       |    |                       |                       |
|  | Japonia                          | 20                               | Meciul pentru locul 7 |    |                       |                       |
|  |                                  |                                  |                       |    |                       |                       |
|  | 25 august                        |                                  |                       |    |                       |                       |
|  |                                  |                                  |                       |    |                       |                       |
|  | Croația                          | 26 (4)                           |                       |    |                       |                       |
|  | Croația                          | 26 (4)                           |                       |    |                       |                       |
|  | Japonia                          | 26 (3)                           |                       |    |                       |                       |

#### Semifinalele pentru locurile 5–8
| 23 august 2024 18:15 | Croația   | 23 – 26 | Germania              | Centrul Sportiv Olimpic, Chuzhou Asistență: 600 Arbitri: Araújo, Perdomo |
| 23 august 2024 18:15 | Vuković 8 | (10–15) | Bornhardt, Tucholke 5 | Centrul Sportiv Olimpic, Chuzhou Asistență: 600 Arbitri: Araújo, Perdomo |
| 23 august 2024 18:15 | 1×        | Raport  | 3×                    | Centrul Sportiv Olimpic, Chuzhou Asistență: 600 Arbitri: Araújo, Perdomo |

| 23 august 2024 20:45 | Serbia        | 21 – 20 | Japonia       | Centrul Sportiv Olimpic, Chuzhou Asistență: 1000 Arbitri: Fremstad, Jørstad |
| 23 august 2024 20:45 | Nedeljković 8 | (14–7)  | Oyama, Samo 5 | Centrul Sportiv Olimpic, Chuzhou Asistență: 1000 Arbitri: Fremstad, Jørstad |
| 23 august 2024 20:45 | 1×            | Raport  | 4×            | Centrul Sportiv Olimpic, Chuzhou Asistență: 1000 Arbitri: Fremstad, Jørstad |

#### Meciul pentru locul 7
| 25 august 2024 10:30 | Croația   | 23 – 26 | Japonia               | Sala Internațională de Handbal, Chuzhou Asistență: 600 Arbitri: Araújo, Perdomo |
| 25 august 2024 10:30 | Vuković 8 | (10–15) | Bornhardt, Tucholke 5 | Sala Internațională de Handbal, Chuzhou Asistență: 600 Arbitri: Araújo, Perdomo |
| 25 august 2024 10:30 | 1×        | Raport  | 3×                    | Sala Internațională de Handbal, Chuzhou Asistență: 600 Arbitri: Araújo, Perdomo |

#### Meciul pentru locul 5
| 25 august 2024 13:00 | Germania      | 21 – 20 | Serbia        | Sala Internațională de Handbal, Chuzhou Asistență: 1000 Arbitri: Fremstad, Jørstad |
| 25 august 2024 13:00 | Nedeljković 8 | (14–7)  | Oyama, Samo 5 | Sala Internațională de Handbal, Chuzhou Asistență: 1000 Arbitri: Fremstad, Jørstad |
| 25 august 2024 13:00 | 1×            | Raport  | 4×            | Sala Internațională de Handbal, Chuzhou Asistență: 1000 Arbitri: Fremstad, Jørstad |

### Semifinalele
| 23 august 2024 18:15 | Danemarca    | 21 – 20 | Franța  | Sala Internațională de Handbal, Chuzhou Asistență: 500 Arbitri: Correa, Conberse |
| 23 august 2024 18:15 | Plougstrup 8 | (7–11)  | Injai 4 | Sala Internațională de Handbal, Chuzhou Asistență: 500 Arbitri: Correa, Conberse |
| 23 august 2024 18:15 | 2× 1×        | Raport  | 3× 1×   | Sala Internațională de Handbal, Chuzhou Asistență: 500 Arbitri: Correa, Conberse |

| 23 august 2024 20:45 | Ungaria   | 16 – 19 | Spania                | Sala Internațională de Handbal, Chuzhou Asistență: 300 Arbitri: Bolic, Hurich |
| 23 august 2024 20:45 | Fazekas 5 | (7–12)  | Regordán, Rodríguez 6 | Sala Internațională de Handbal, Chuzhou Asistență: 300 Arbitri: Bolic, Hurich |
| 23 august 2024 20:45 | 4×        | Raport  | 2×                    | Sala Internațională de Handbal, Chuzhou Asistență: 300 Arbitri: Bolic, Hurich |

### Finala mică
| 25 august 2024 15:30 | Franța   | 24 – 25 | Ungaria                    | Sala Internațională de Handbal, Chuzhou Asistență: 4000 Arbitri: Kažanegra, Vujačić |
| 25 august 2024 15:30 | Kingue 5 | (13–16) | Keceli-Mészáros, Kriston 5 | Sala Internațională de Handbal, Chuzhou Asistență: 4000 Arbitri: Kažanegra, Vujačić |
| 25 august 2024 15:30 | 2×       | Raport  | 4×                         | Sala Internațională de Handbal, Chuzhou Asistență: 4000 Arbitri: Kažanegra, Vujačić |

### Finala
| 25 august 2024 18:00 | Danemarca    | 22 – 23 | Spania         | Sala Internațională de Handbal, Chuzhou Asistență: 6003 Arbitri: Altmár, Horváth |
| 25 august 2024 18:00 | Plougstrup 7 | (11–9)  | B. Rodríguez 8 | Sala Internațională de Handbal, Chuzhou Asistență: 6003 Arbitri: Altmár, Horváth |
| 25 august 2024 18:00 | 2× 1×        | Raport  | 3× 1×          | Sala Internațională de Handbal, Chuzhou Asistență: 6003 Arbitri: Altmár, Horváth |

## Clasament și statistici
| \| Loc \| Echipă \| \| --- \| --------------- \| \| 1 \| Spania \| \| 2 \| Danemarca \| \| 3 \| Ungaria \| \| 4 \| Franța \| \| 5 \| Germania \| \| 6 \| Serbia \| \| 7 \| Croația \| \| 8 \| Japonia \| \| 9 \| Cehia \| \| 10 \| Norvegia \| \| 11 \| Brazilia \| \| 12 \| Muntenegru \| \| 13 \| Suedia \| \| 14 \| Elveția \| \| 15 \| China \| \| 16 \| Țările de Jos \| \| 17 \| România \| \| 18 \| Argentina \| \| 19 \| Coreea de Sud \| \| 20 \| Austria \| \| 21 \| Egipt \| \| 22 \| Taipeiul Chinez \| \| 23 \| Kosovo \| \| 24 \| Nigeria \| \| 25 \| Islanda \| \| 26 \| Angola \| \| 27 \| Kazahstan \| \| 28 \| India \| \| 29 \| Chile \| \| 30 \| Guineea \| \| 31 \| Canada \| \| 32 \| Groenlanda \| | Premiile și echipa ideală au fost anunțate pe 25 august 2024. - MVP : Belén Rodríguez |
| Loc | Echipă                                                                                |
| 1 | Spania                                                                                |
| 2 | Danemarca                                                                             |
| 3 | Ungaria                                                                               |
| 4 | Franța                                                                                |
| 5 | Germania                                                                              |
| 6 | Serbia                                                                                |
| 7 | Croația                                                                               |
| 8 | Japonia                                                                               |
| 9 | Cehia                                                                                 |
| 10 | Norvegia                                                                              |
| 11 | Brazilia                                                                              |
| 12 | Muntenegru                                                                            |
| 13 | Suedia                                                                                |
| 14 | Elveția                                                                               |
| 15 | China                                                                                 |
| 16 | Țările de Jos                                                                         |
| 17 | România                                                                               |
| 18 | Argentina                                                                             |
| 19 | Coreea de Sud                                                                         |
| 20 | Austria                                                                               |
| 21 | Egipt                                                                                 |
| 22 | Taipeiul Chinez                                                                       |
| 23 | Kosovo                                                                                |
| 24 | Nigeria                                                                               |
| 25 | Islanda                                                                               |
| 26 | Angola                                                                                |
| 27 | Kazahstan                                                                             |
| 28 | India                                                                                 |
| 29 | Chile                                                                                 |
| 30 | Guineea                                                                               |
| 31 | Canada                                                                                |
| 32 | Groenlanda                                                                            |

| Poz. | Nume                    | Goluri | Șuturi | %   | Meciuri |
| ---- | ----------------------- | ------ | ------ | --- | ------- |
| 1    | Virág Fazekas           | 54     | 81     | 67% | 8       |
| 2    | Marlene Tucholke        | 47     | 70     | 67% | 8       |
| 3    | Yume Matsumoto          | 46     | 77     | 60% | 8       |
| 4    | Era Baumann             | 45     | 54%    | 83  | 8       |
| 5    | Lin Ching               | 43     | 85     | 51% | 7       |
| 5    | Mia Nedeljković         | 43     | 61     | 70% | 8       |
| 5    | Ivana Fratnik           | 43     | 63     | 68% | 8       |
| 8    | Katja Vuković           | 42     | 60     | 70% | 8       |
| 8    | Diona Dresh             | 42     | 70     | 60% | 7       |
| 8    | Helena Molina           | 42     | 75     | 56% | 7       |
| 8    | Anne Dolberg Plougstrup | 42     | 78     | 54% | 8       |
| 8    | Madeleine Bjørnestad    | 42     | 81     | 52% | 7       |

| Poz. | Nume                  | %  | Parade | Șuturi | Meciuri |
| ---- | --------------------- | -- | ------ | ------ | ------- |
| 1    | Leah Langaard         | 46 | 43     | 94     | 7       |
| 2    | Hana Osakia           | 45 | 15     | 33     | 7       |
| 3    | Cindy van Horssen     | 45 | 14     | 31     | 7       |
| 4    | Zenia Hald Madsen     | 44 | 41     | 93     | 8       |
| 5    | Lejla Hyseni          | 41 | 52     | 126    | 7       |
| 6    | Ioana Niță            | 40 | 21     | 52     | 3       |
| 7    | Anne de Boer          | 39 | 88     | 223    | 7       |
| 8    | Sophia Ludwig Kieling | 39 | 55     | 141    | 7       |
| 9    | Gréta Majoros         | 39 | 50     | 129    | 8       |
| 10   | Romane Gindro         | 38 | 10     | 26     | 4       |